# LVR-LandesMuseum Bonn
Het LVR-LandesMuseum Bonn (voorheen het Rheinisches Landesmuseum Bonn) is een museum van het Landschaftsverband Rheinland (LVR) in de Duitse stad Bonn. Het museum behoort tot de oudste in Duitsland en bezit een collectie archeologie, kunst en kunstvoorwerpen, afkomstig uit het Duitse Rijnland, met een nadruk op artefacten uit de Keltische, Romeinse en middeleeuwse periode.

## Geschiedenis

### 1820 tot 1933
In 1820 werd de voorloper van het huidige museum, het Museum Rheinisch-Westfälischer Altenthümer, gesticht door de Pruisische staatsman Karl August von Hardenberg. Een van de eerste, en belangrijkste, aankopen was de grafsteen uit 9 na Chr. van de Romeinse hoofdman Marcus Caelius uit Kleef. De tegenstand, vooral uit de academische hoek, tegen dit provinciale museum leidde in 1822 tot sluiting en de collectie werd in depots opgeslagen. In 1841 werd in Bonn de Verein von Alterthumsfreunde in Rheinland opgericht, die vanaf 1864 aankopen deed van kunst- en cultuurobjecten uit de Romeinse tijd, de Middeleeuwen en de hedendaagse kunst van destijds. De stichting van het Provinzialmuseum der preußischen Rheinprovinz, waarvan ook het Rheinisches Landesmuseum Trier onderdeel was, vond plaats in 1874. Meteen werd een belangrijke aankoop gedaan: de Neanderthaler-verzameling. Een eigen museumgebouw werd in 1893 aan de Colmantstraße geopend. Het ontwerp was van Clemens Guinbert uit Düsseldorf, dezelfde die enkele jaren eerder het museum in Trier had ontworpen. Reeds in 1907 werd een door Heinrich Röttgen ontworpen vleugel aangebouwd (het thans Altbau genoemde deel van het museum).

### 1933 tot 1969
In 1933 werd het museum door de nazi's omgebouwd tot een Volks- oder Erziehungsmuseum, dat de heroïsche strijd moest tonen van de Germanen tegen de Romeinen. De schilderijenverzameling werd hierbij teruggebracht tot het deel der collectie, dat betrekking had op het Rijnland, Vlaanderen en Nederland. De naam van het museum werd gewijzigd in het Rheinisches Landesmuseum Bonn. Na 1939, toen het museum voor het publiek werd gesloten, werd de collectie "verrijkt" met gedurende de Tweede Wereldoorlog verkregen roofkunst, vooral uit Joods bezit. In 1944 werd het oudste museumgebouw ernstig beschadigd. Naar een ontwerp van Rainer Schell werd in 1967 een nieuw museumgebouw geopend. De Altbau werd in 1969 aan het museum toegevoegd.

### 1969 tot heden
Van 1997 tot 2003 werd het museum volledig gerestaureerd en opnieuw ingericht als een themamuseum, dat de kunst- en cultuurgeschiedenis toont van het gebied tussen Aken en Essen en Kleef en Bonn. In 2008 werd het museum herdoopt in LVR-LandesMuseum Bonn.

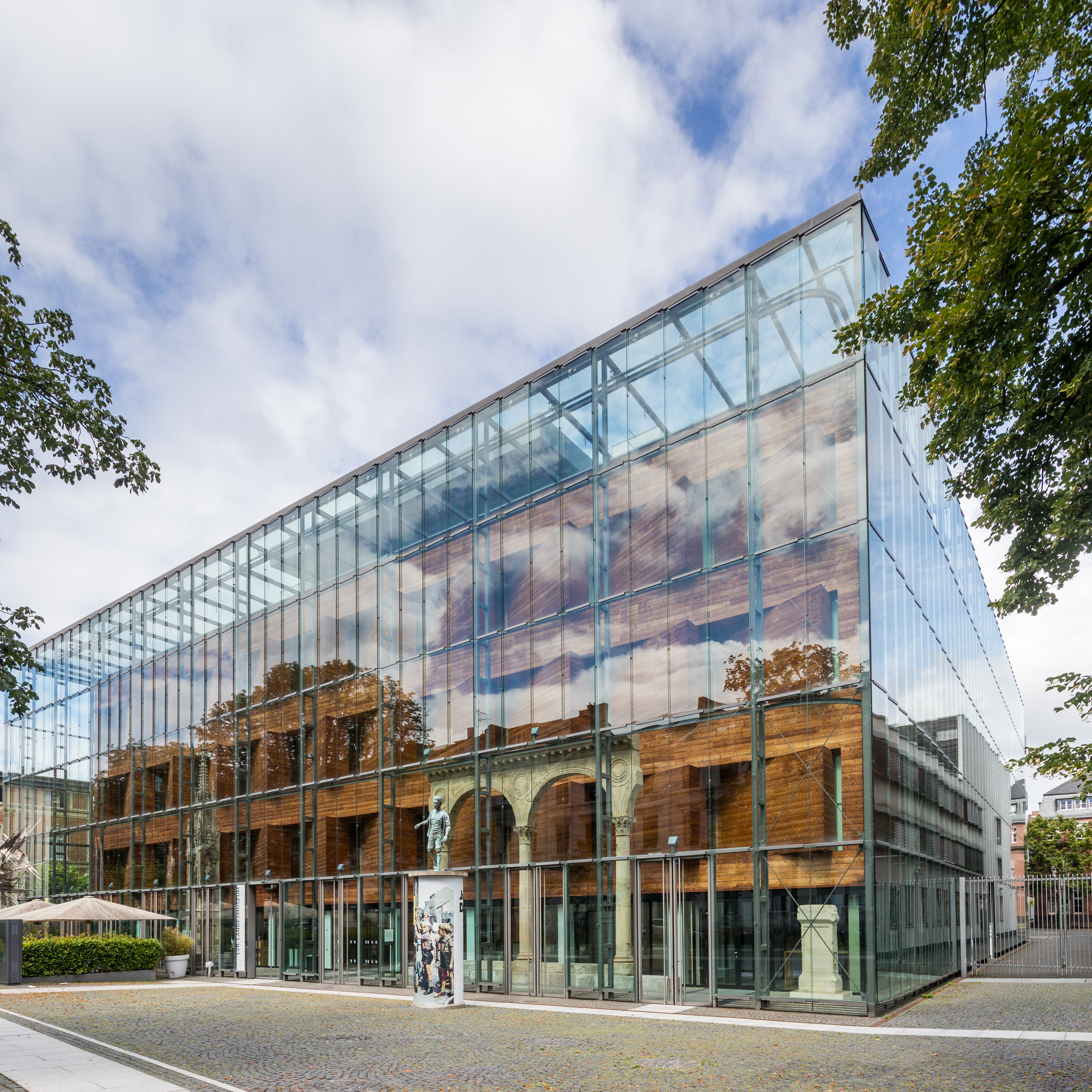
Moderne façade
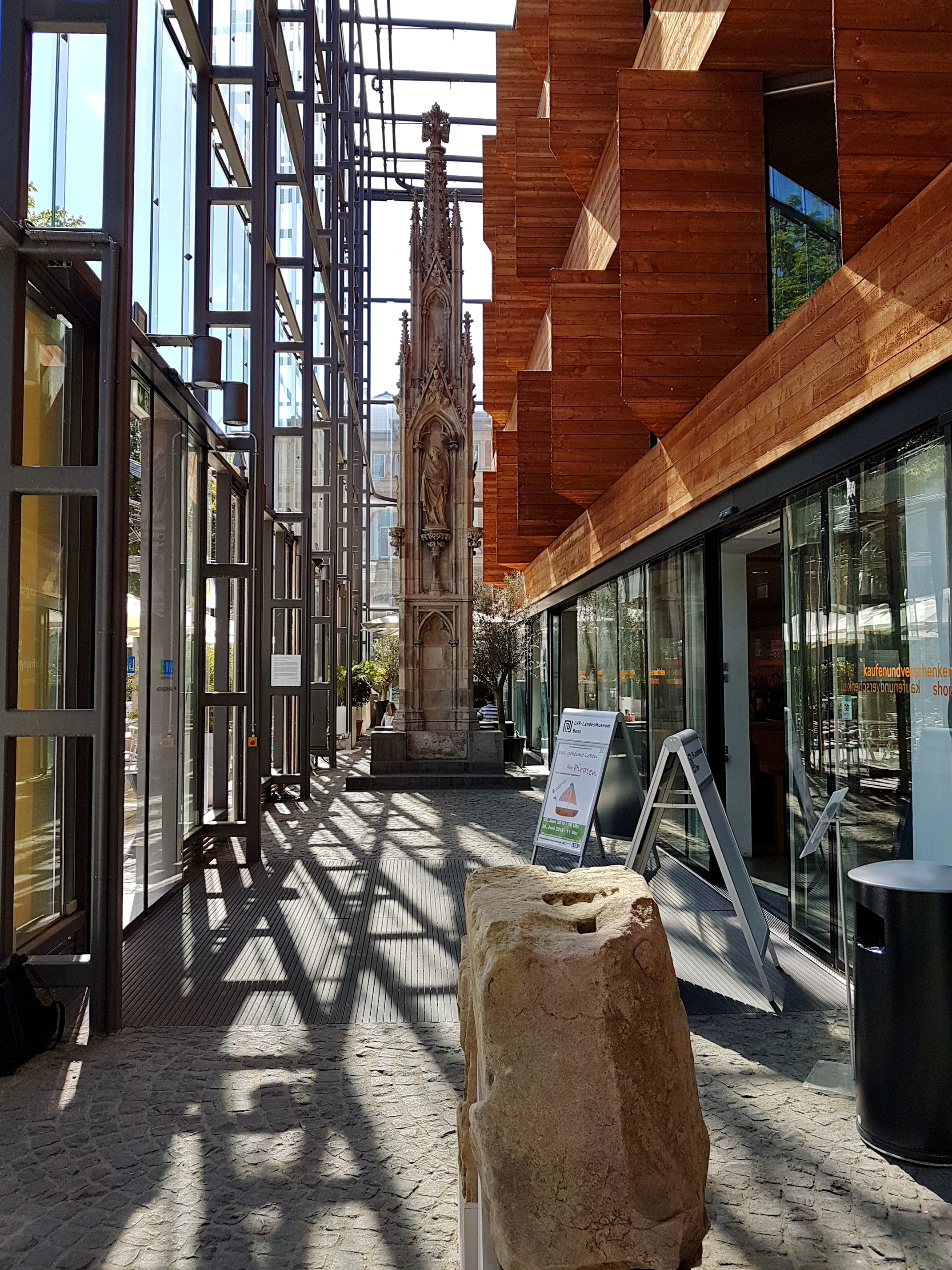
Glazen voorhal
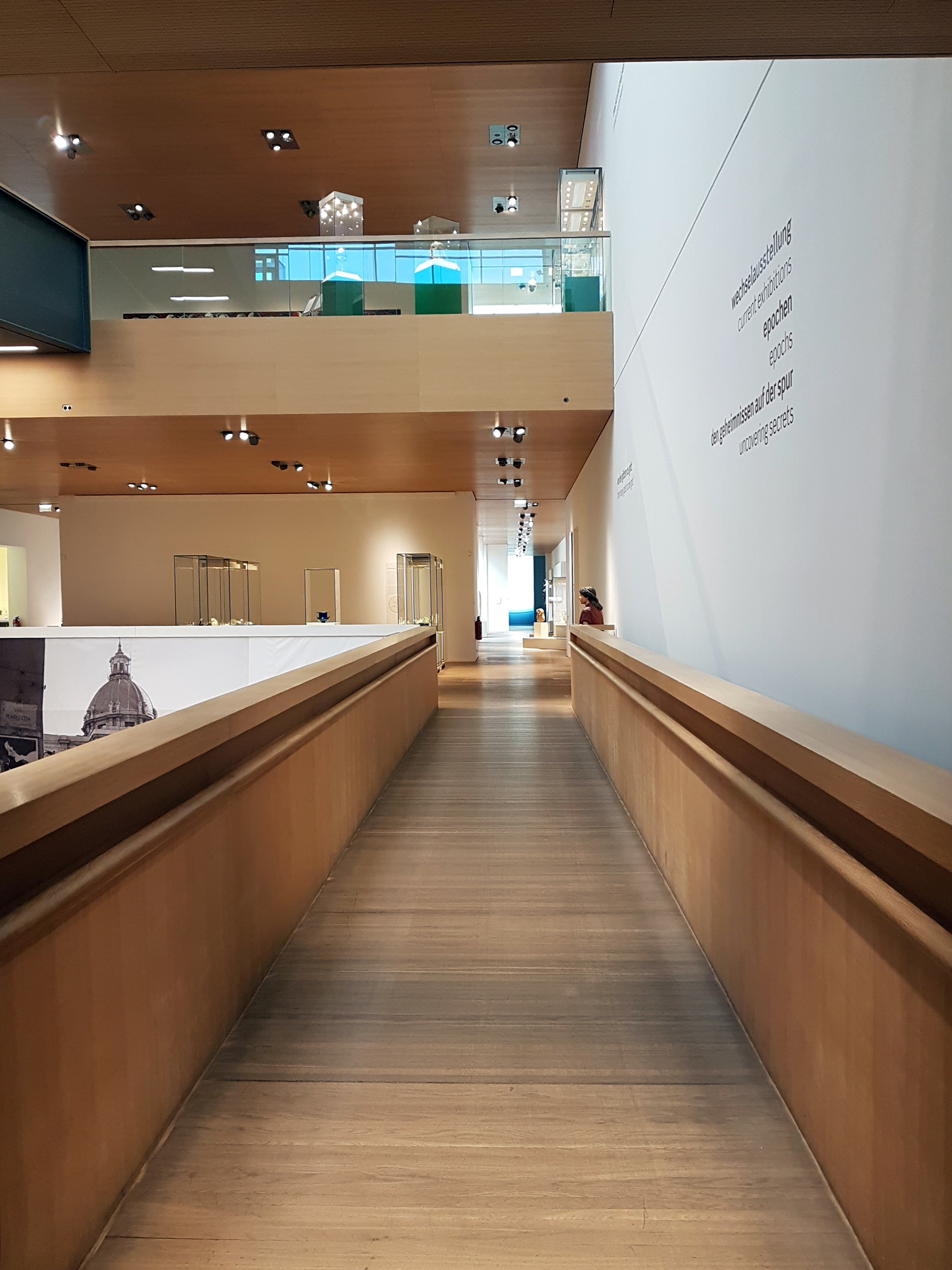
Museuminterieur
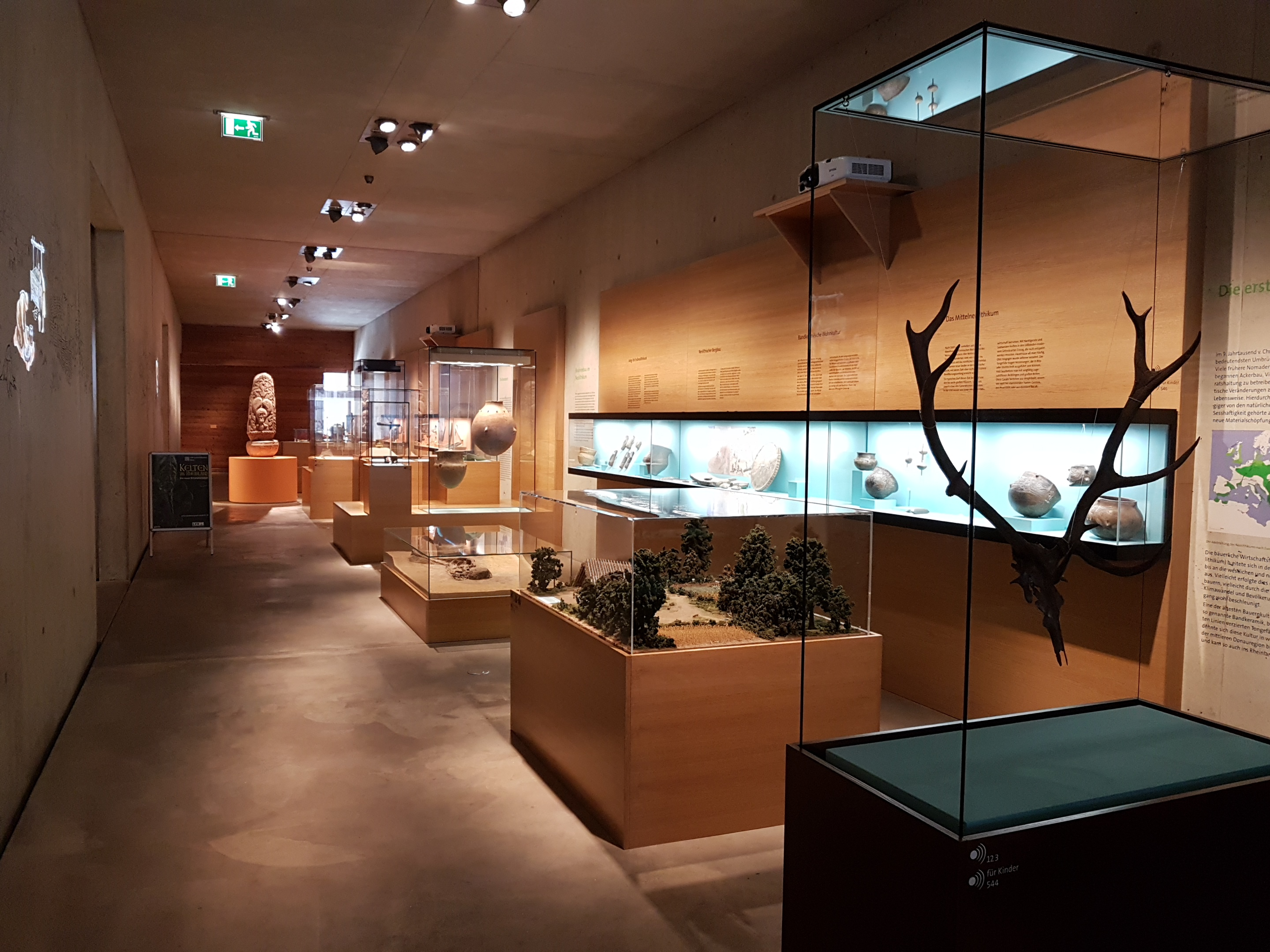
Afdeling prehistorie

## Collectie
Het museum richt zich op de gehele tijdspanne vanaf de eerste sporen van menselijke activiteit in de regio tot de hedendaagse tijd, een periode van circa 300.000 jaar.

### Prehistorie
Het museum bezit belangrijke artefacten uit de steentijd, bronstijd en ijzertijd. Beroemd zijn de fragmenten van de schedel van de "originele" Neanderthaler, in 1856 gevonden in de omgeving van Düsseldorf. Aparte vermelding verdient ook de collectie Keltische kunst en kunstvoorwerpen, met onder andere een reeks bronzen zwaarden en de zogenaamde "Pfalzfelder Säule", een stele uit de 4e/5e eeuw voor Christus.

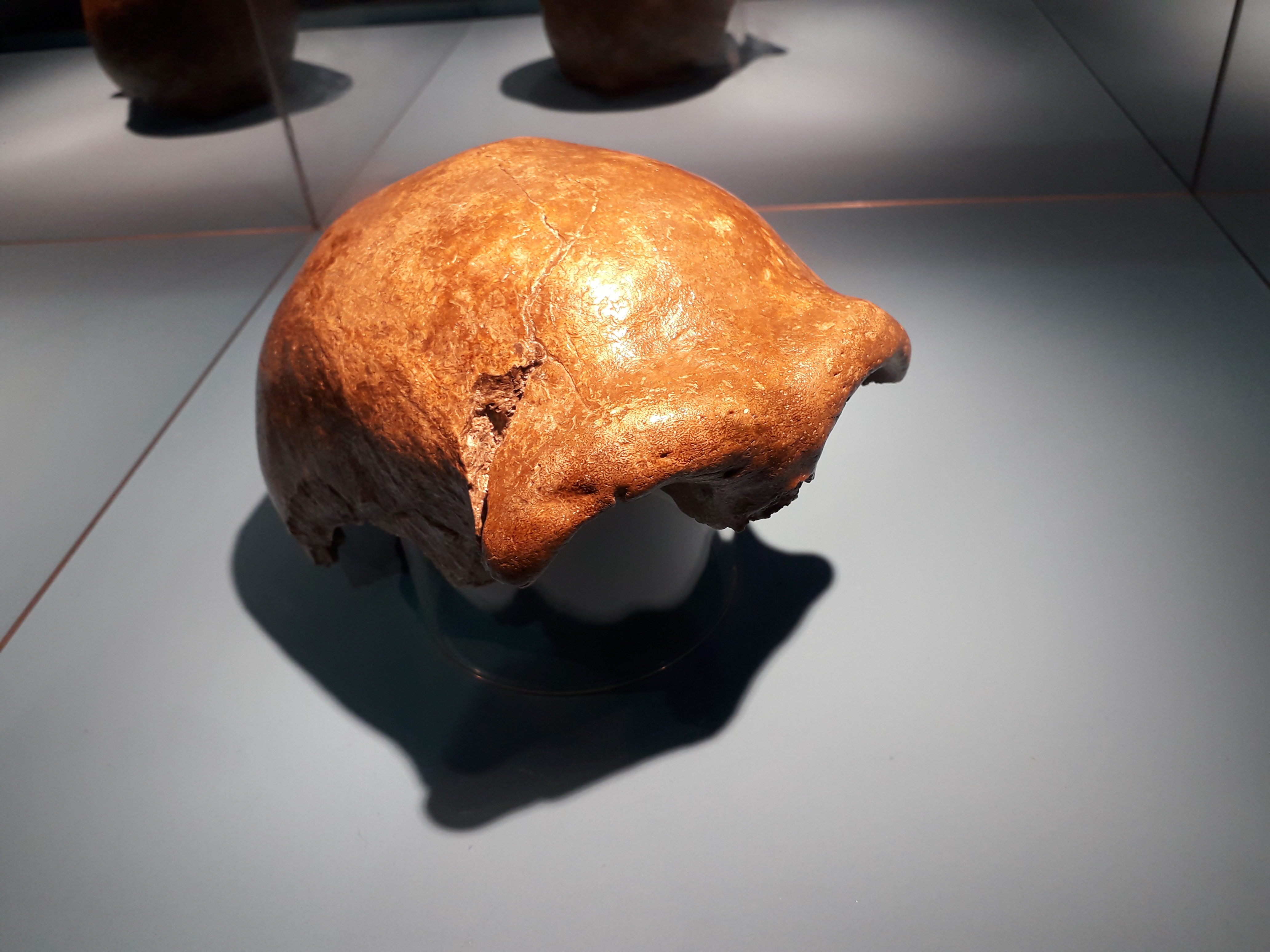
Deel Neanderthalerschedel
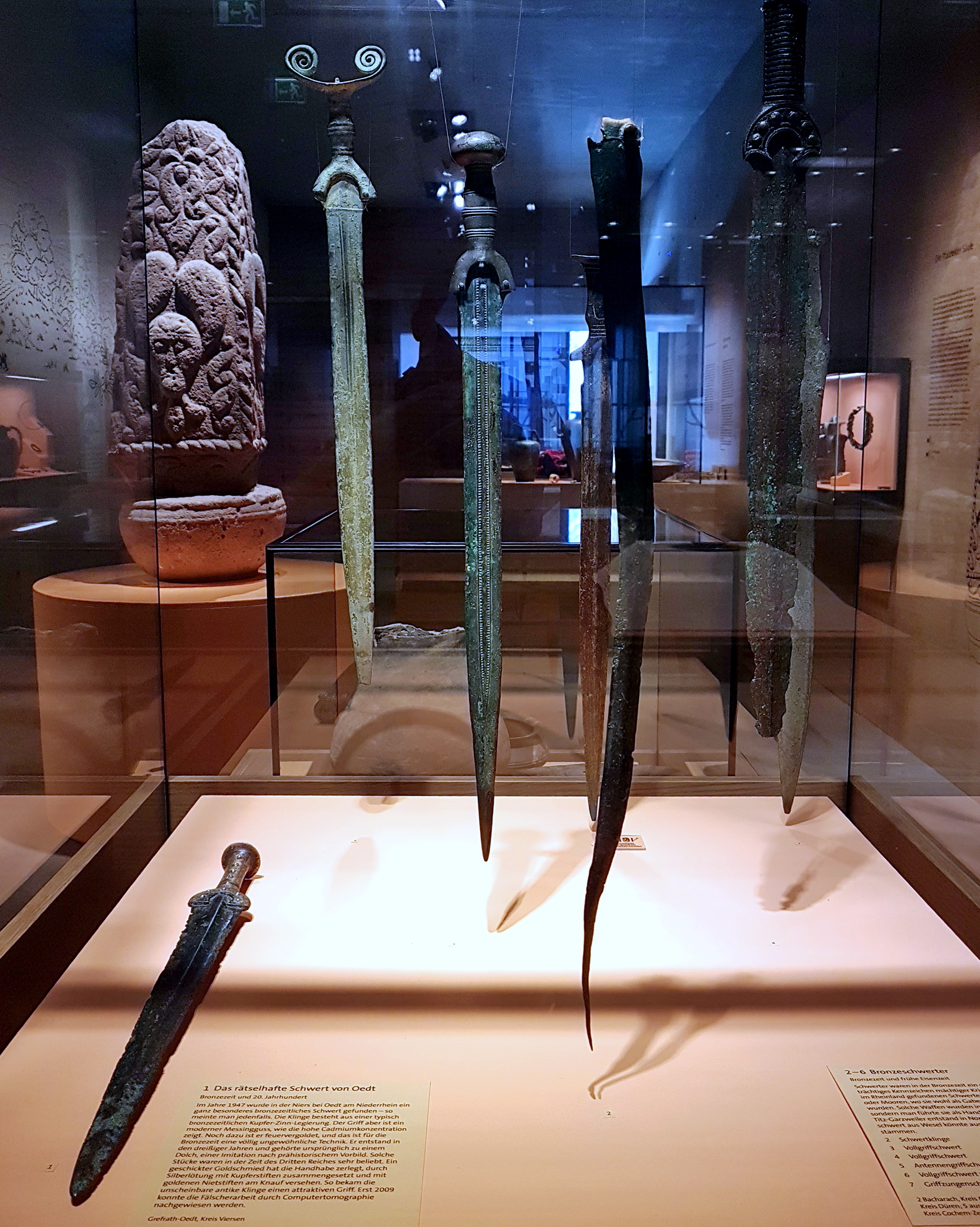
Keltische zwaarden
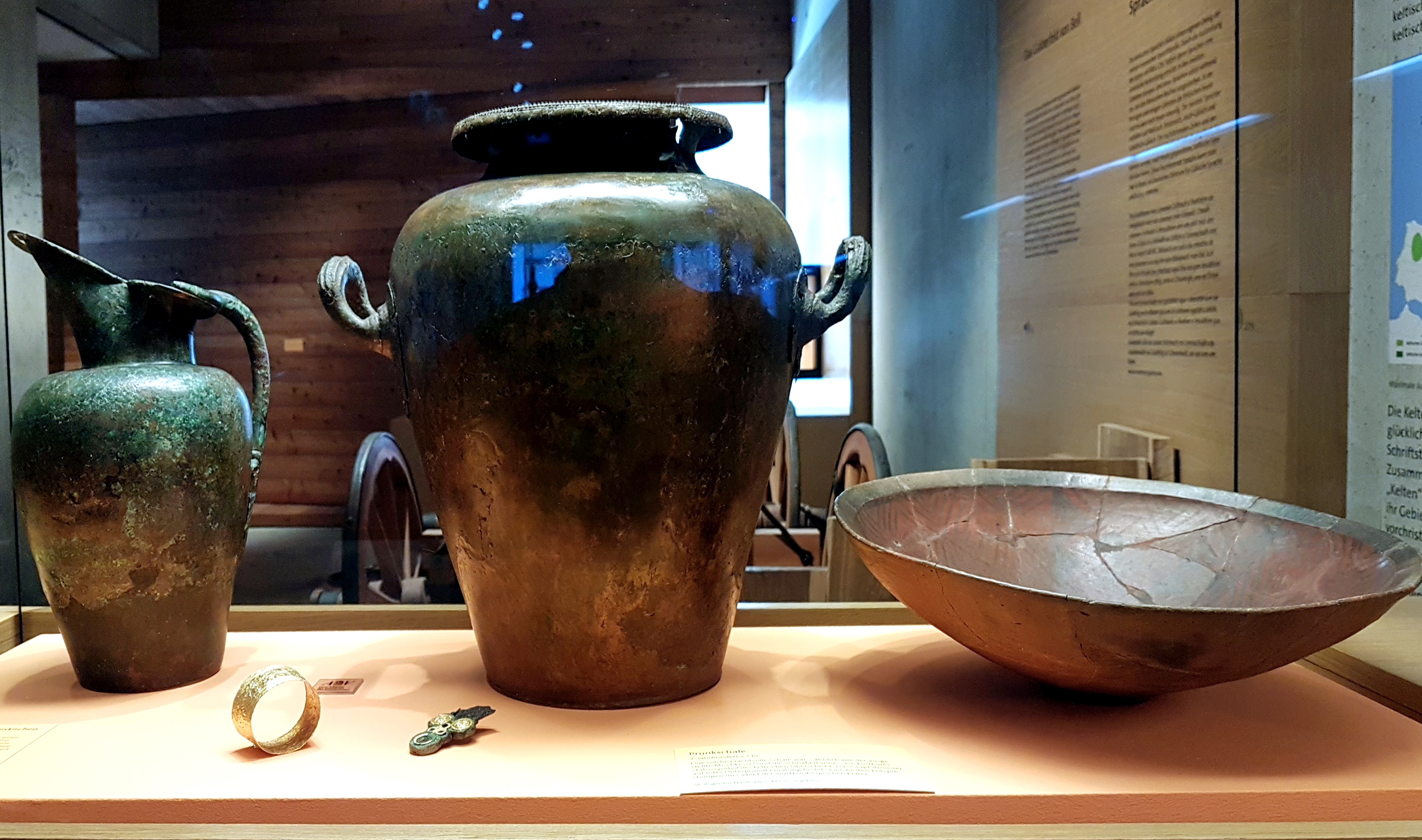
Keltisch vaatwerk
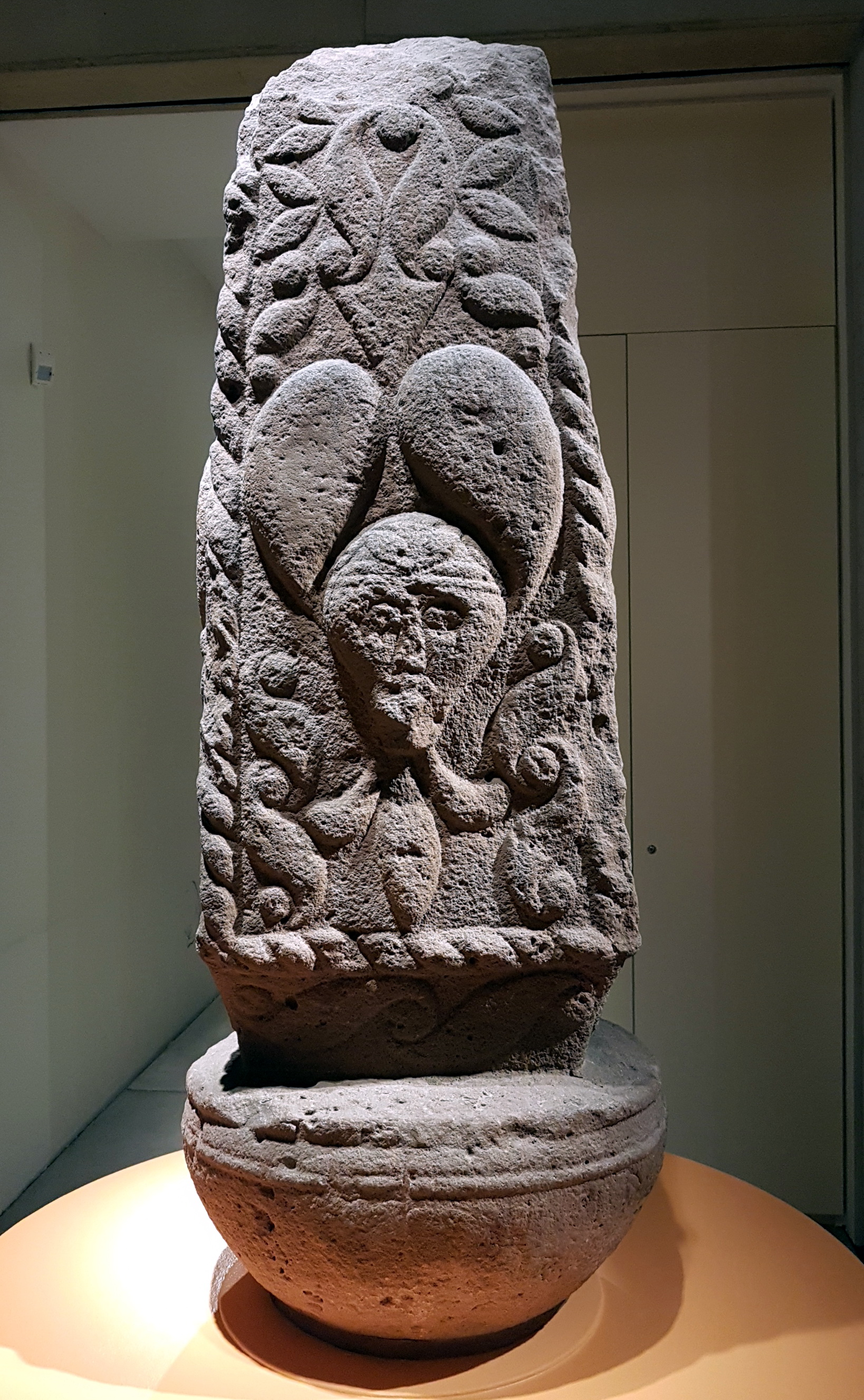
Pfalzfelder Säule

### Romeinse tijd
Deze belangrijke deelcollectie bevat belangrijke kunst en kunstvoorwerpen uit o.a. uit Bonn (Bonna), Keulen, Aken en Dormagen. Daaronder bevinden zich fragmenten van Jupiterzuilen, viergodenstenen, gebeeldhouwde matronen-, Mithras- en andere godenaltaren, grafmonumenten met inscripties, en een groot aantal gebruiksvoorwerpen van metaal, glas en aardewerk. De zuilenarcade van Aken en de sarcofaag van Weilerswist hebben een ereplaats gekregen in de glazen voorhal.

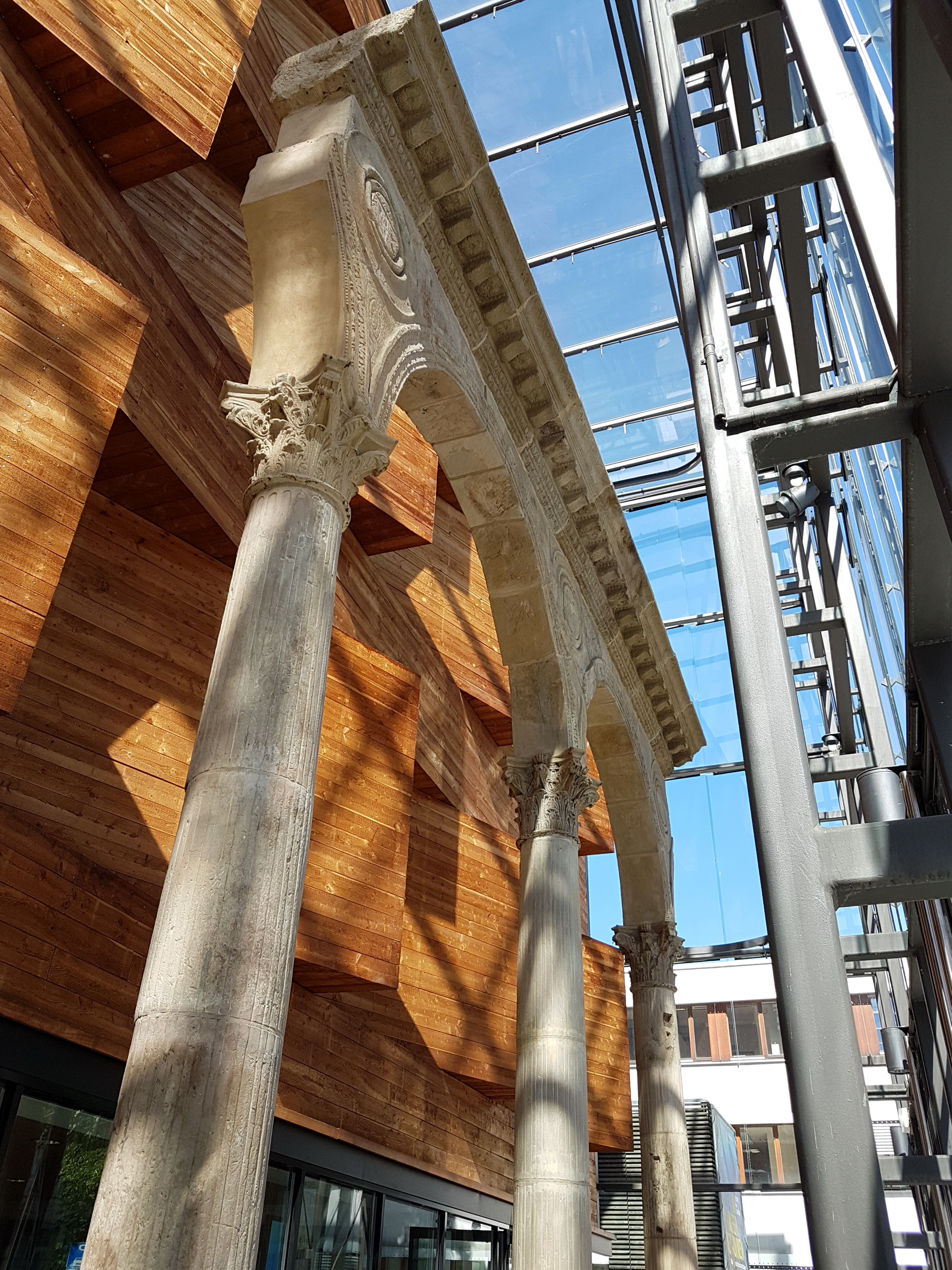
Zuilenarcade uit Aken
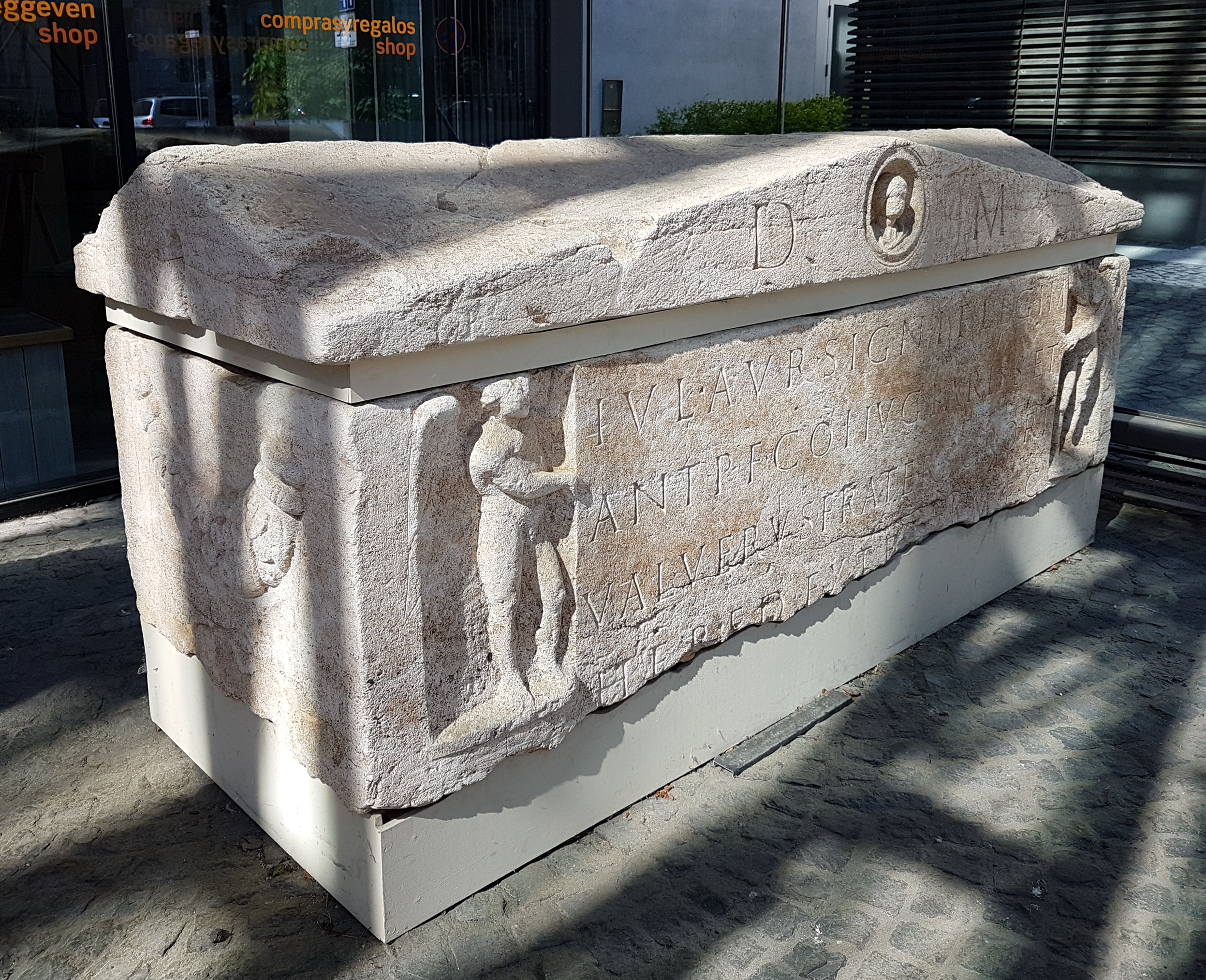
Sarcofaag van Weilerswist
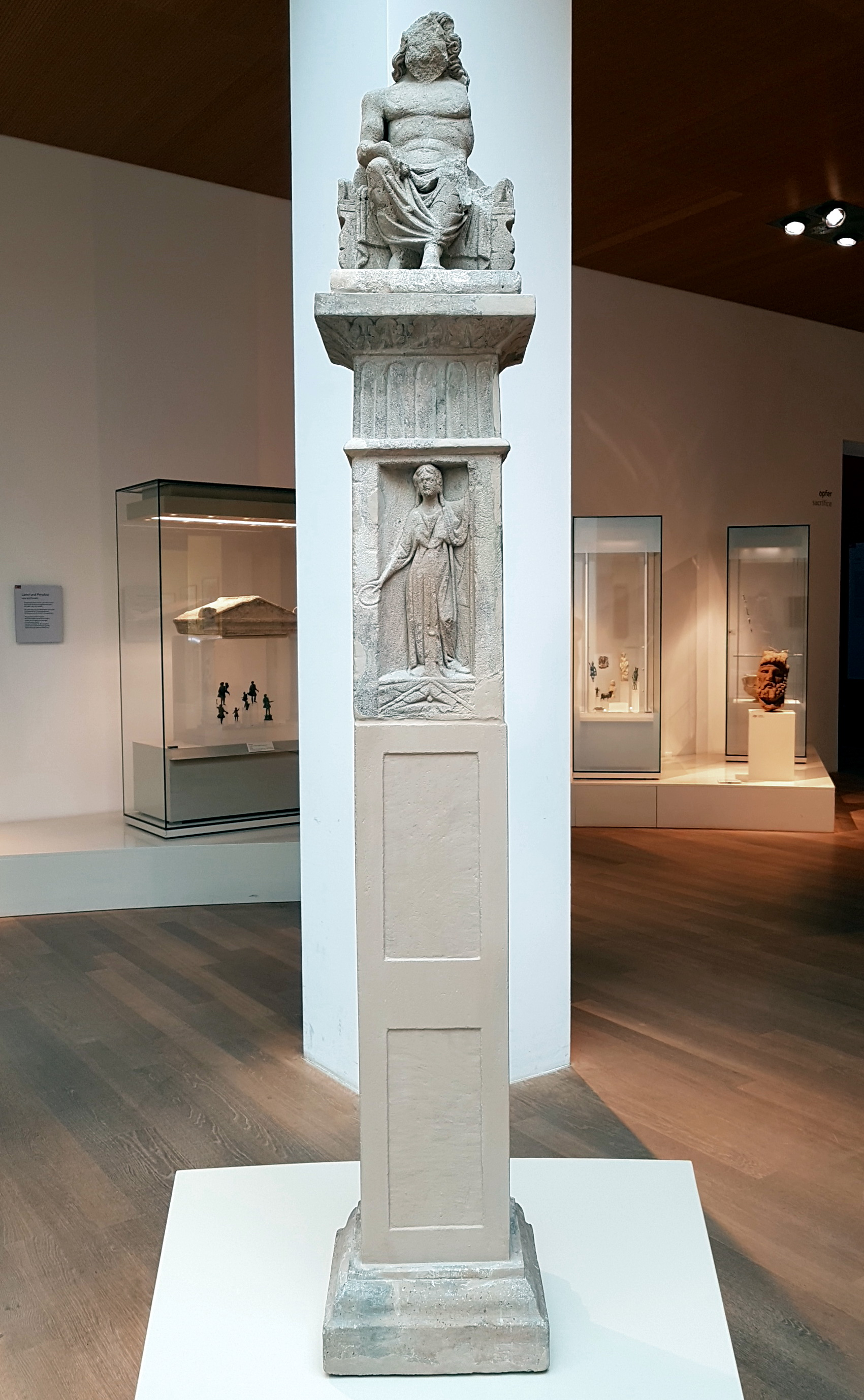
Jupiterpijler van Bonn
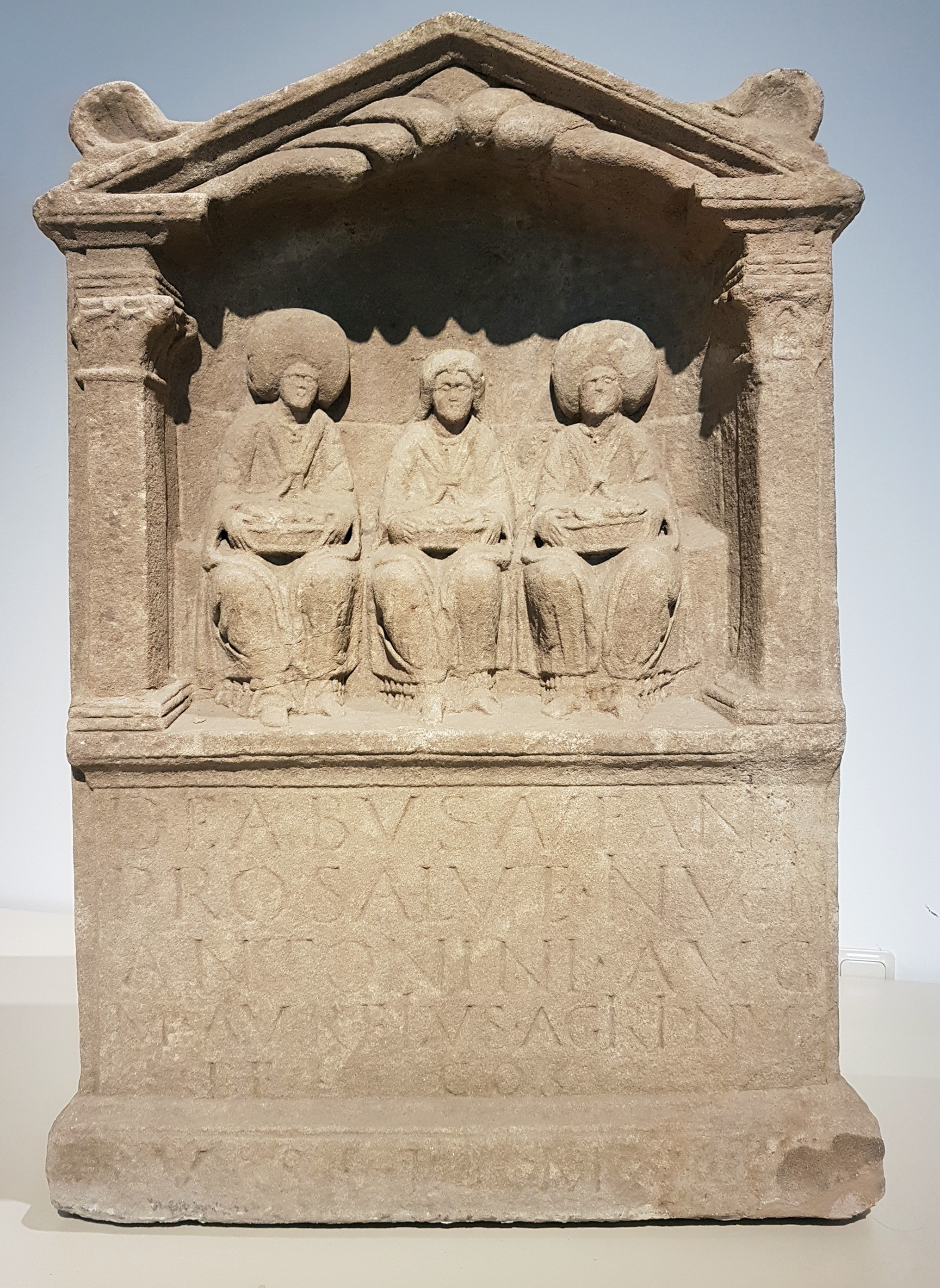
Matronenaltaar uit Nettersheim

### Vroege middeleeuwen
Het museum bezit diverse Frankische grafvondsten, waaronder het vorstengraf van Morken met onder andere een vergulde helm uit de late 6e eeuw. Bijzonder is de verzameling vroegchristelijke grafstenen uit de 5e, 6e en 7e eeuw, die de vroege aanwezigheid van het christendom in het Rijnland illustreren. Het marmeren vloerkruis, afkomstig van de eerste voorloper van het Munster van Bonn, dateert uit de 6e eeuw. Uniek en tegelijkertijd raadselachtig is de 7e-eeuwse Stele van Moselkern, waarvan de betekenis niet duidelijk is. Eveneens uit de 7e eeuw stamt de grafsteen uit Niederdollendorf, waarop aan de ene zijde een Frankisch krijger en op de andere zijde mogelijk Jezus in reliëf is afgebeeld.

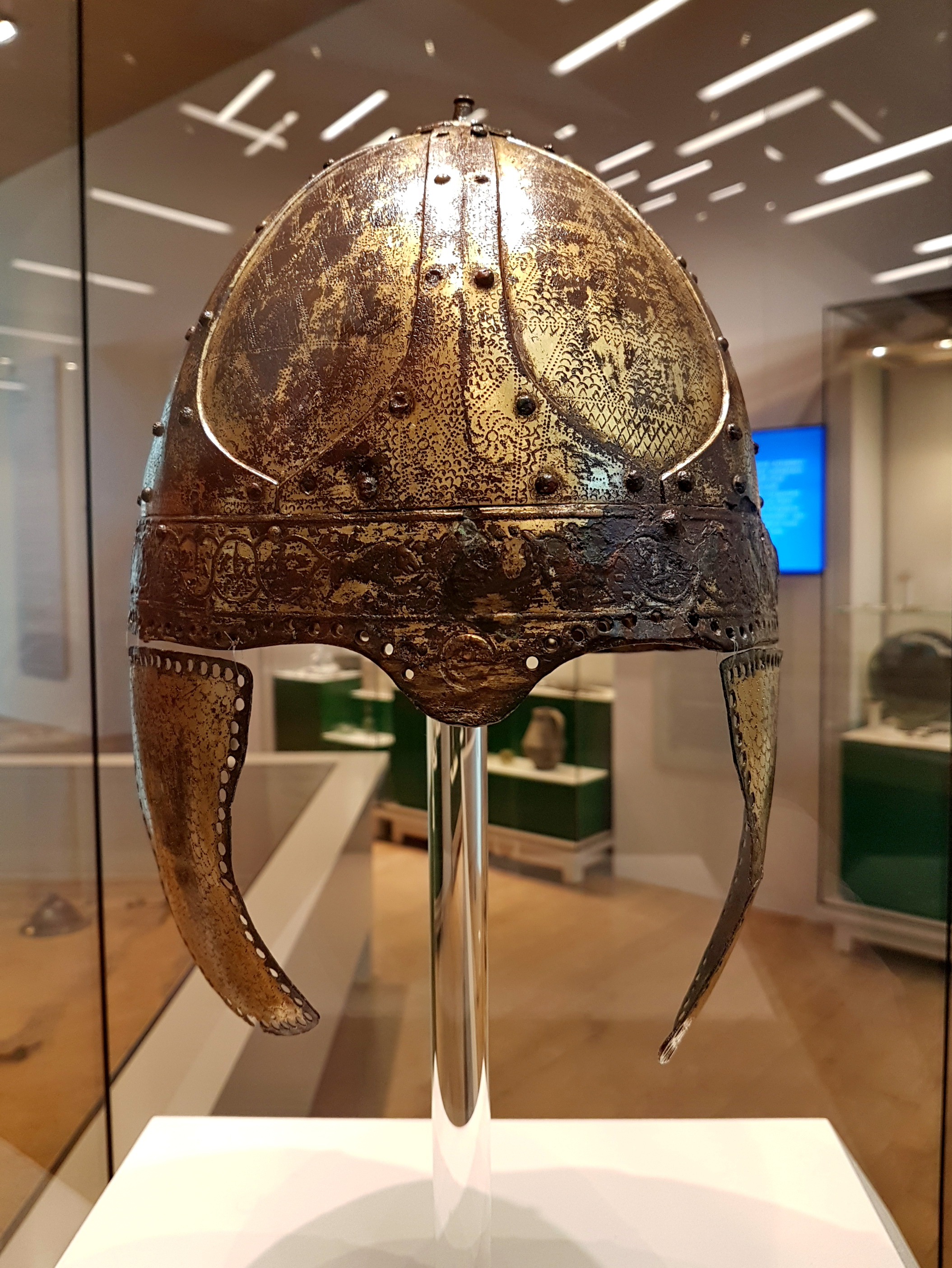
Frankische helm uit Morken
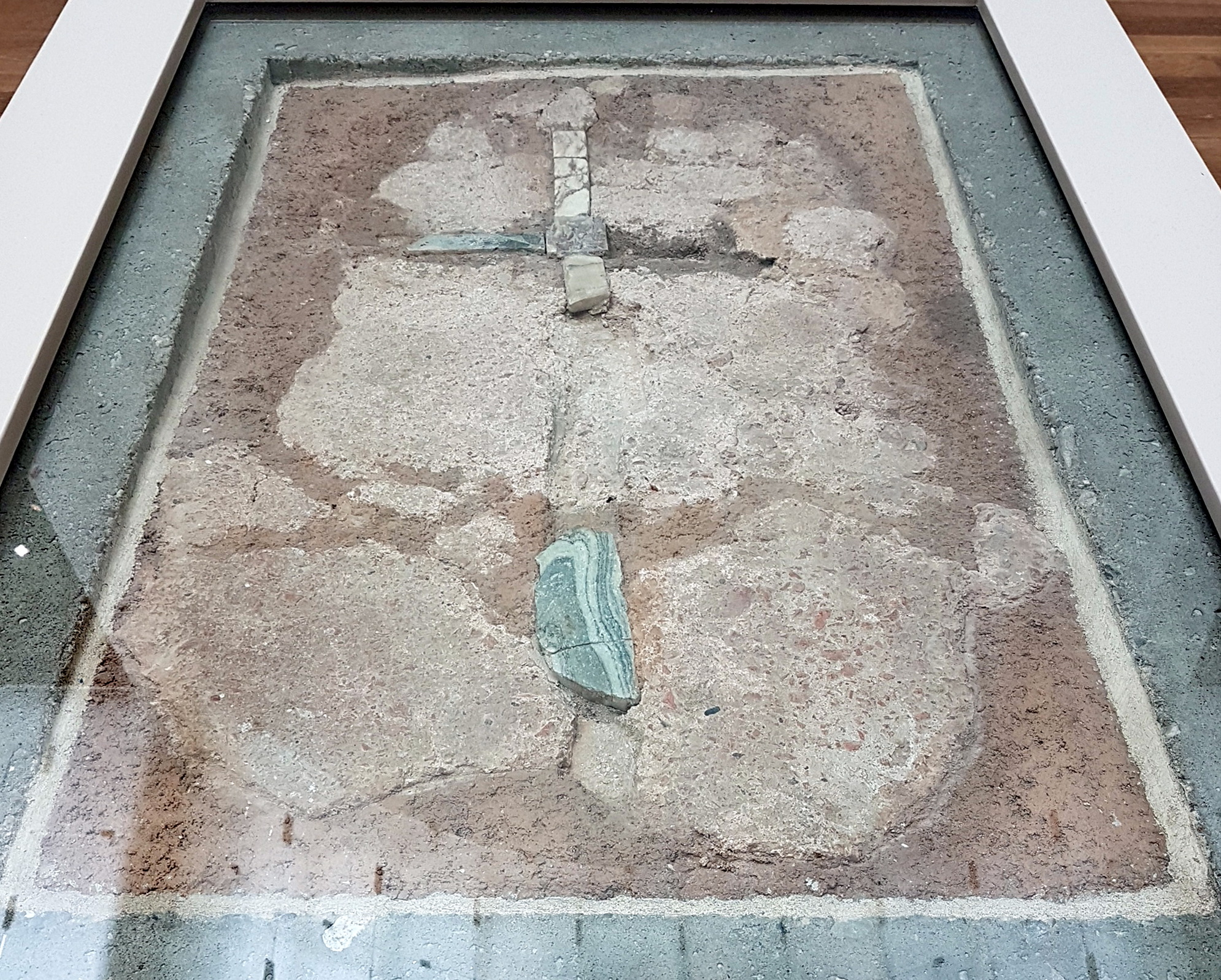
Vloerkruis Munsterkerk
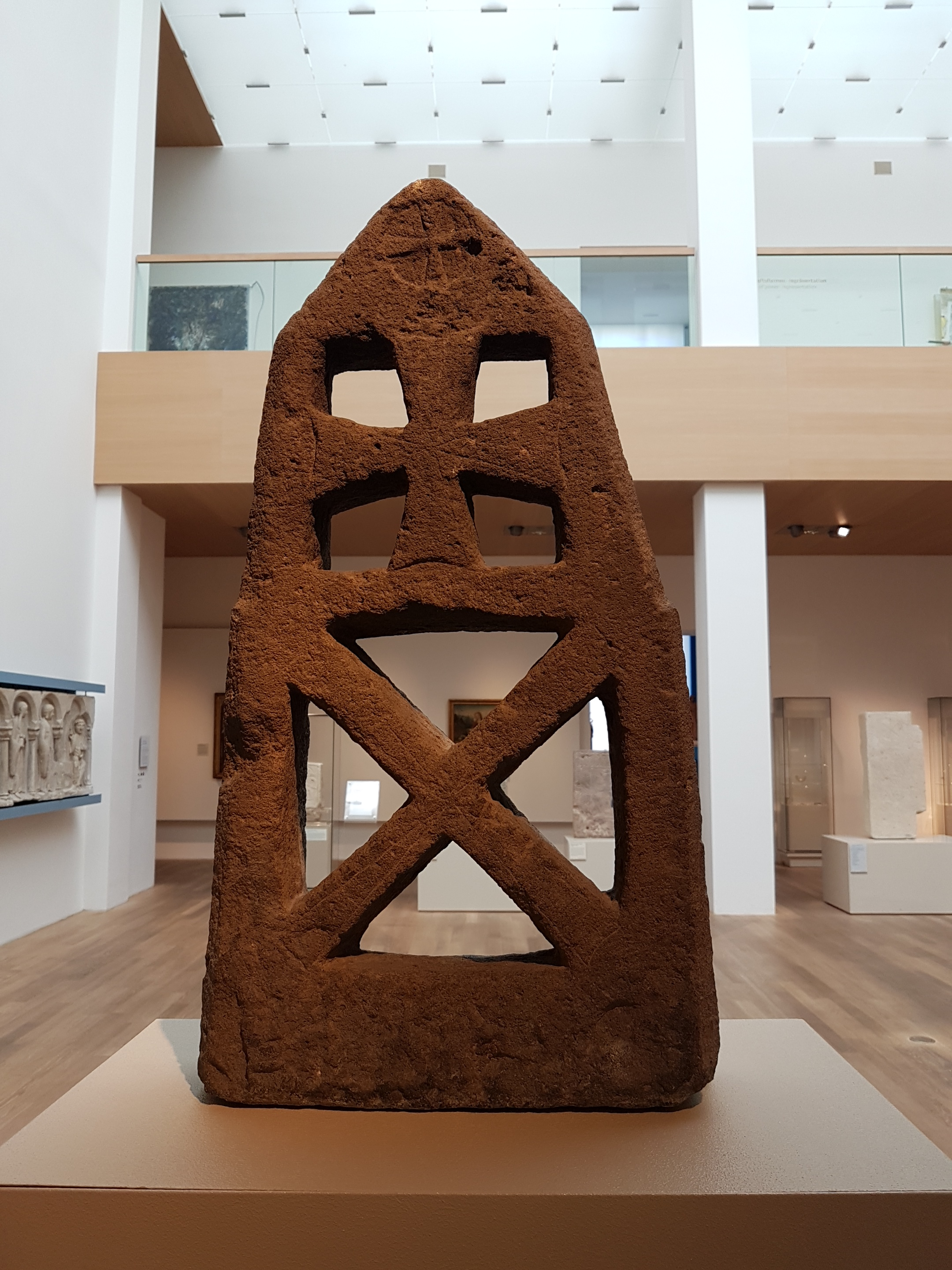
Stele van Moselkern
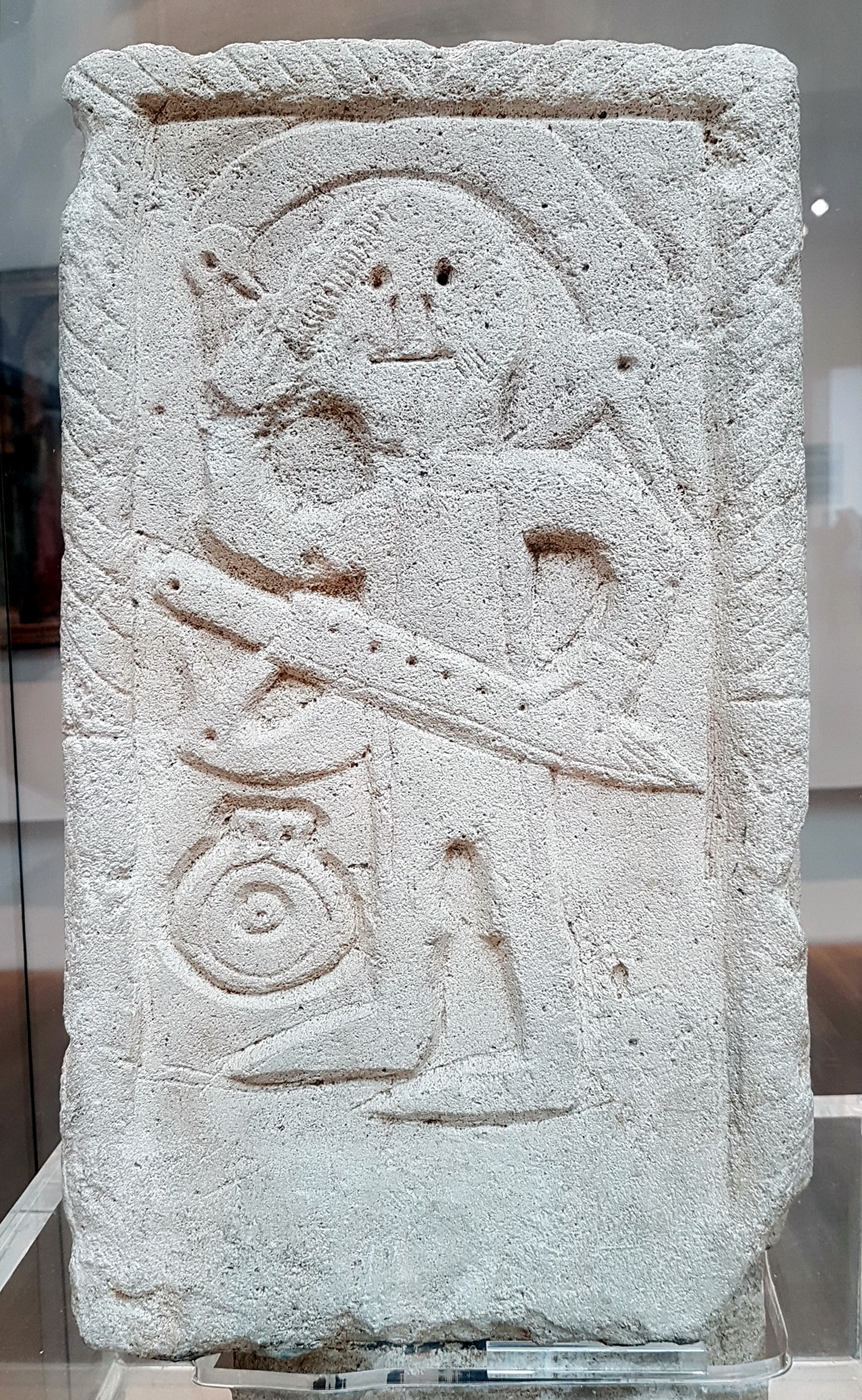
Grafsteen uit Niederdollendorf

### Hoge middeleeuwen
In de 11e en 12e eeuw bereikte de romaanse architectuur, beeldhouwkunst en edelsmeedkunst een hoog niveau in het Rijnland. Het museum bezit een grote verzameling romaanse figuratieve kapitelen, afkomstig uit onder andere de Sint-Gereonkerk en de Sint-Pantaleonkerk in Keulen, de Abdij van Michaëlsberg in Siegburg en de Abdij van Brauweiler. De reliëfs van de zogenaamde Gustorfer koorhekken (Gustorfer Chorschranken) zijn afkomstig van de kloosterkerk van Knechtsteden. Ze worden gezien als een hoogtepunt van romaanse beeldhouwkunst in het Maas-Rijngebied. Van het doksaal van de Maria Hemelvaartkerk in Andernach zijn drie fragmenten met het Laatste Oordeel bewaard gebleven. Ze worden toegeschreven aan de vroeg-13e-eeuwse Laacher Samsonmeister en markeren de overgang van romaanse naar gotische beeldhouwkunst.

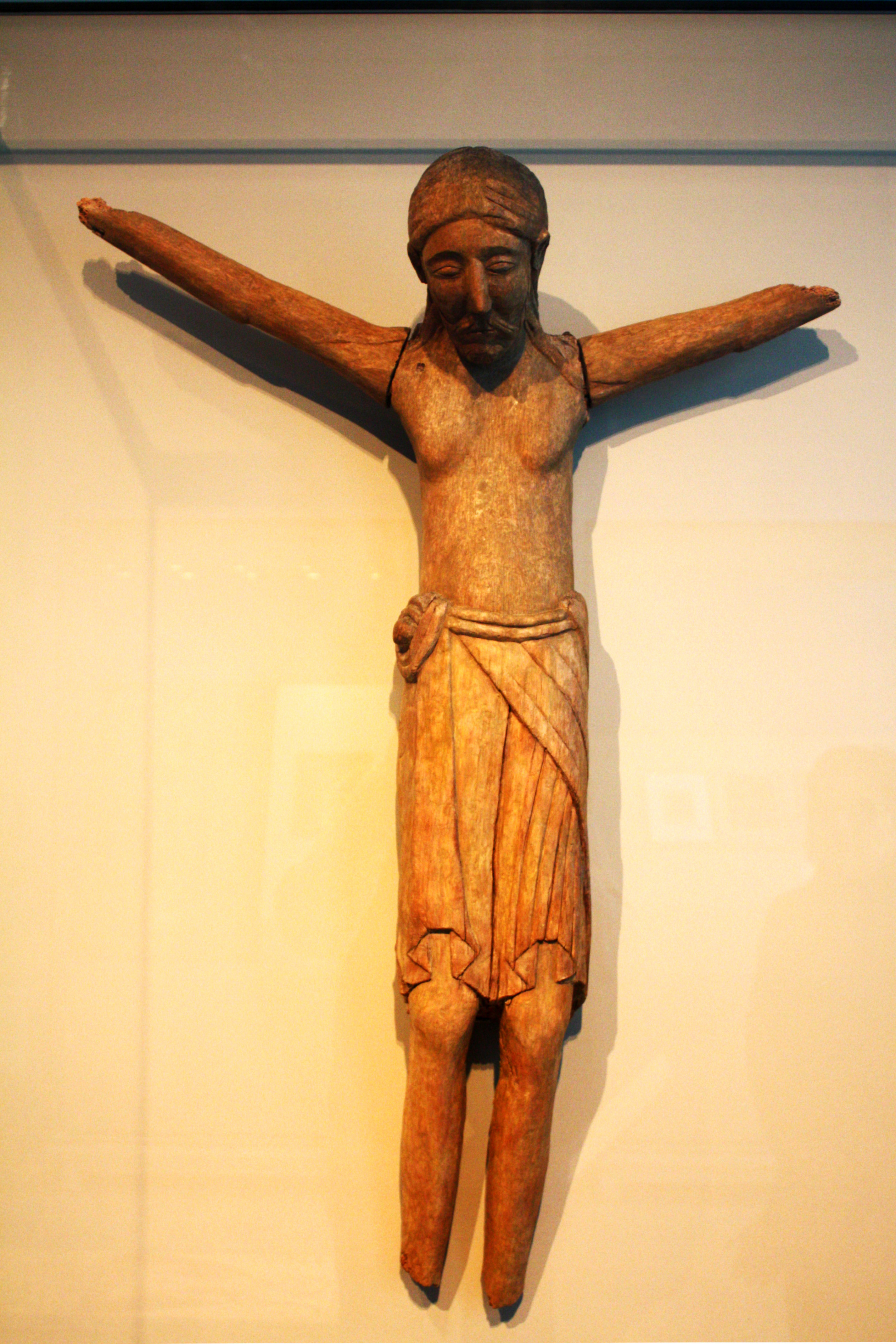
11e-eeuws crucifix
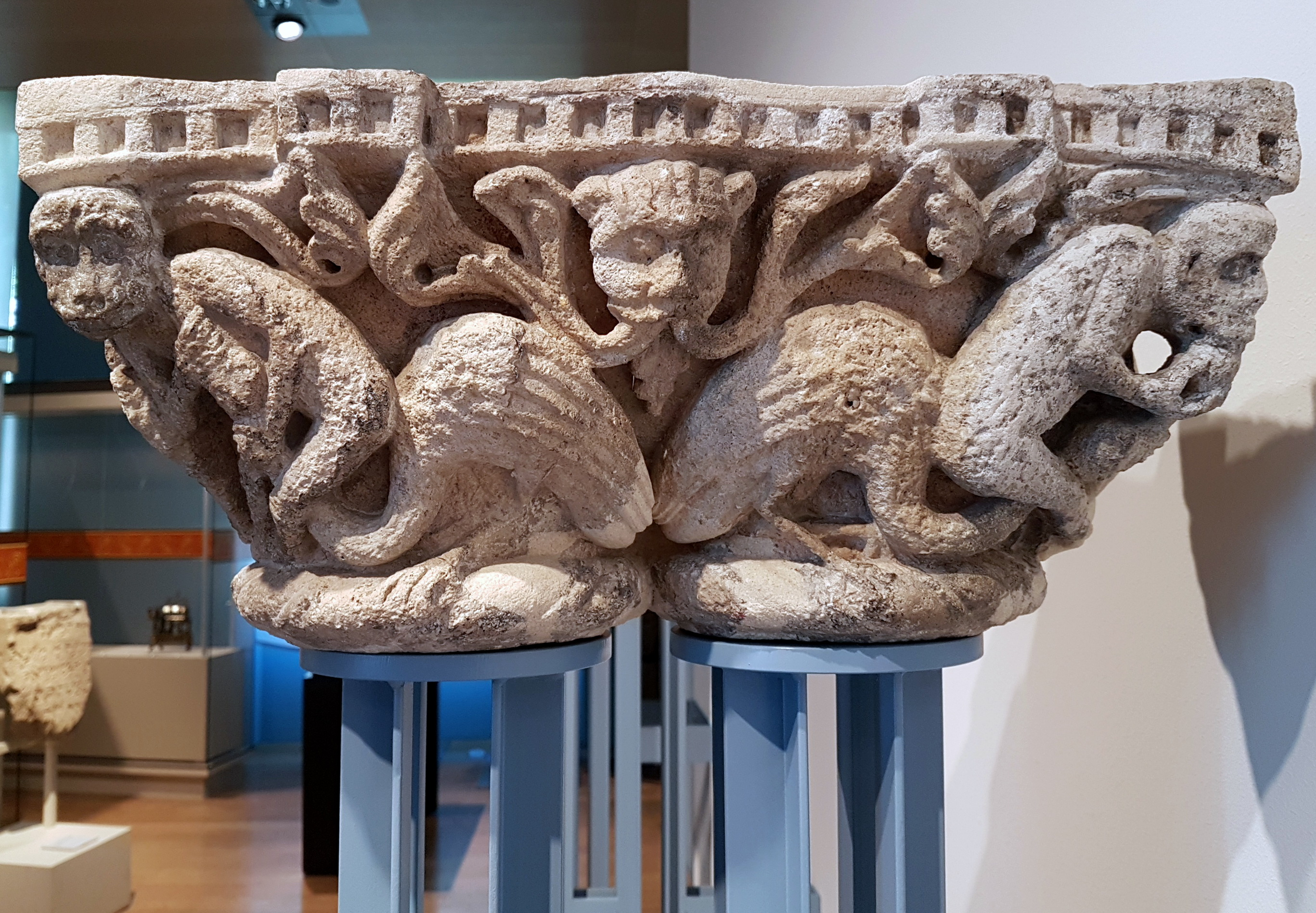
12e-eeuws kapiteel
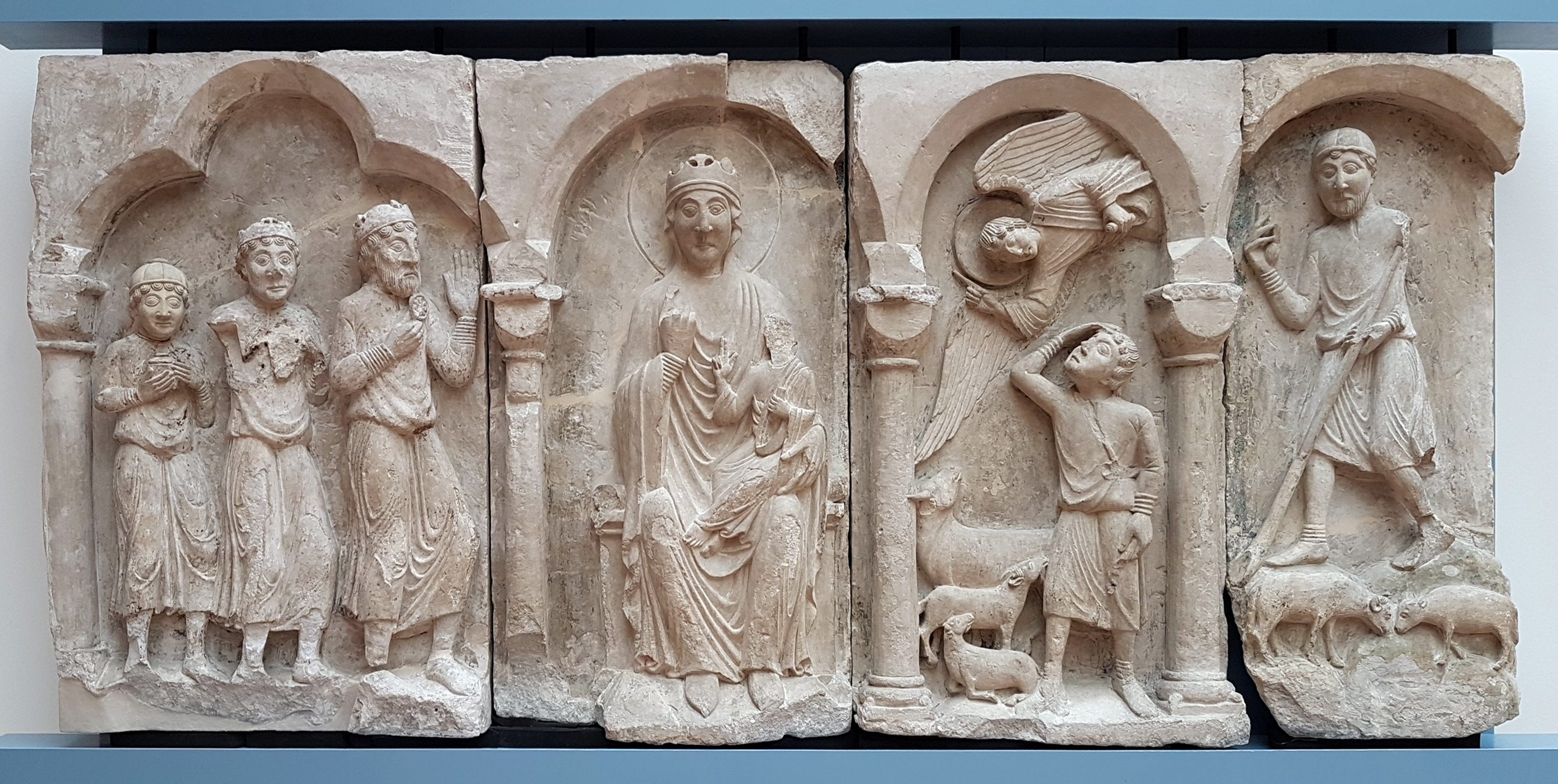
Fragment Gustorfer koorhekken
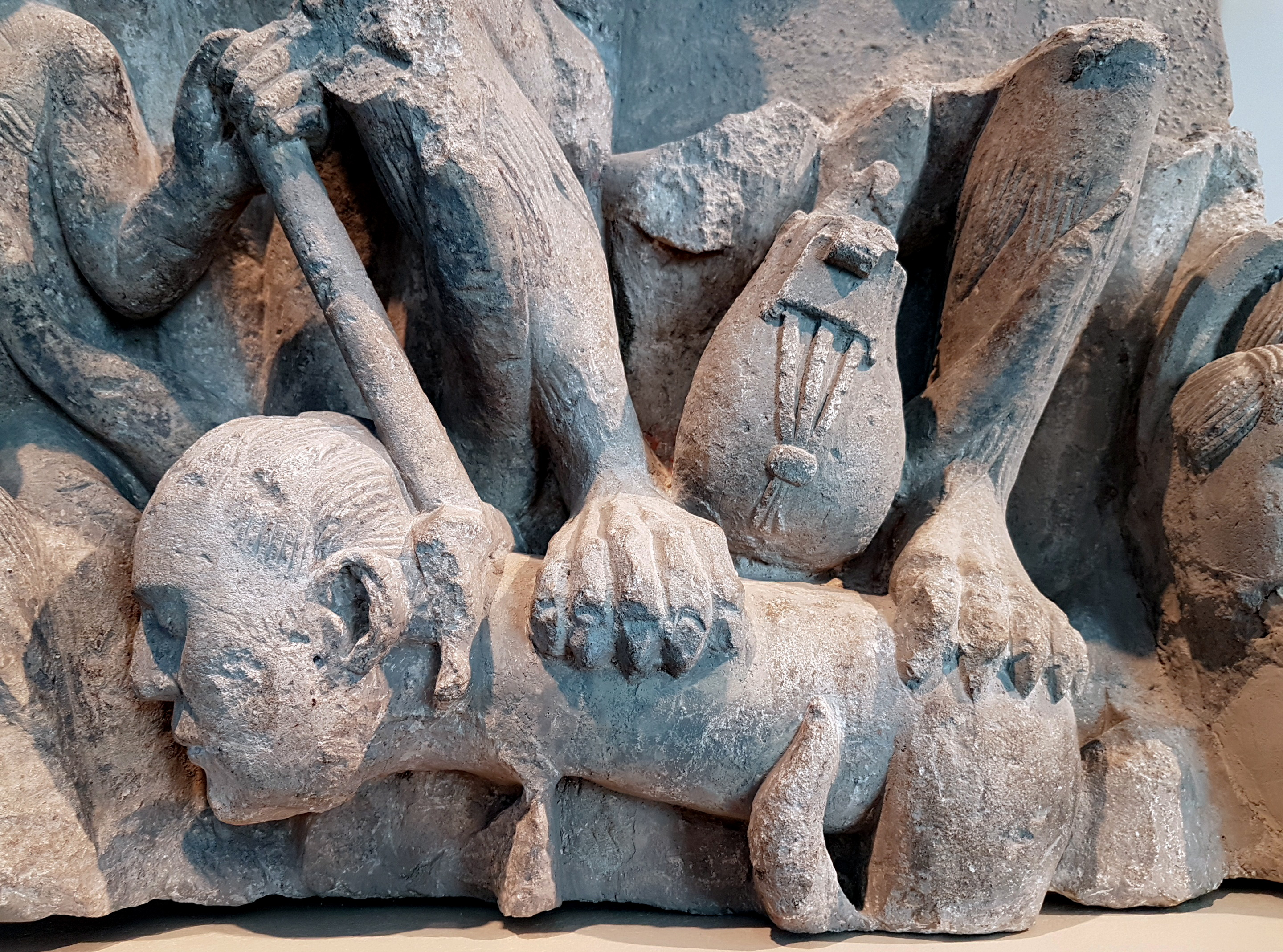
Laatste Oordeel (detail)

### Late middeleeuwen
Uit de late middeleeuwen dateren fraaie voorbeelden van gotische beeldhouwkunst (waaronder enkele schöne Madonnen), diverse laatgotische paneelschilderingen en enkele gebrandschilderde ramen. Een blikvanger in de glazen voorhal is het uitbundig gebeeldhouwde kruis (Godesberger Hochkreuz), dat vroeger langs de weg tussen Bonn en Bad Godesberg stond. Het 14e-eeuwse beeldhouwwerk is in de 19e eeuw deels vernieuwd.

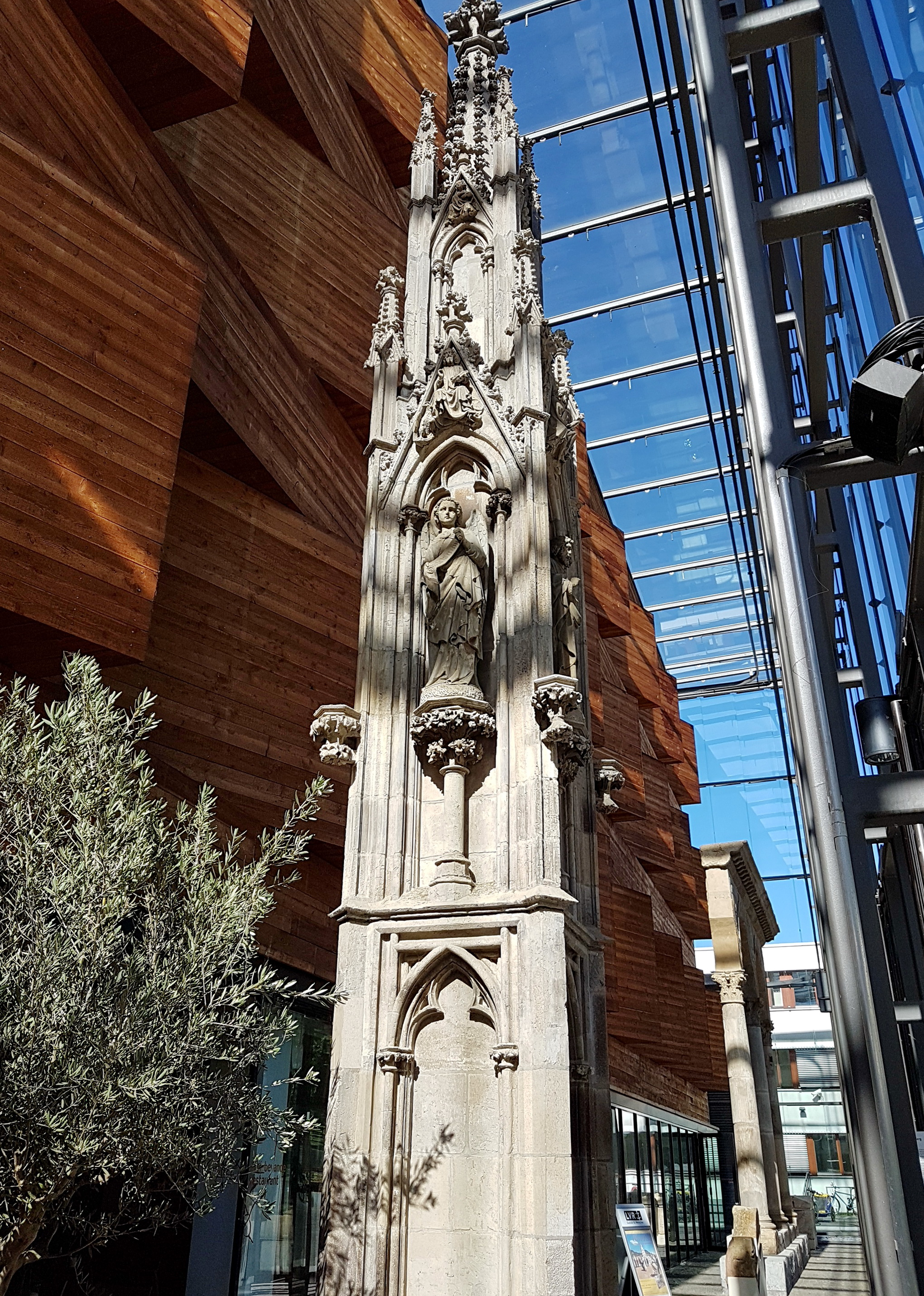
Godesberger Hochkreuz, ca. 1350
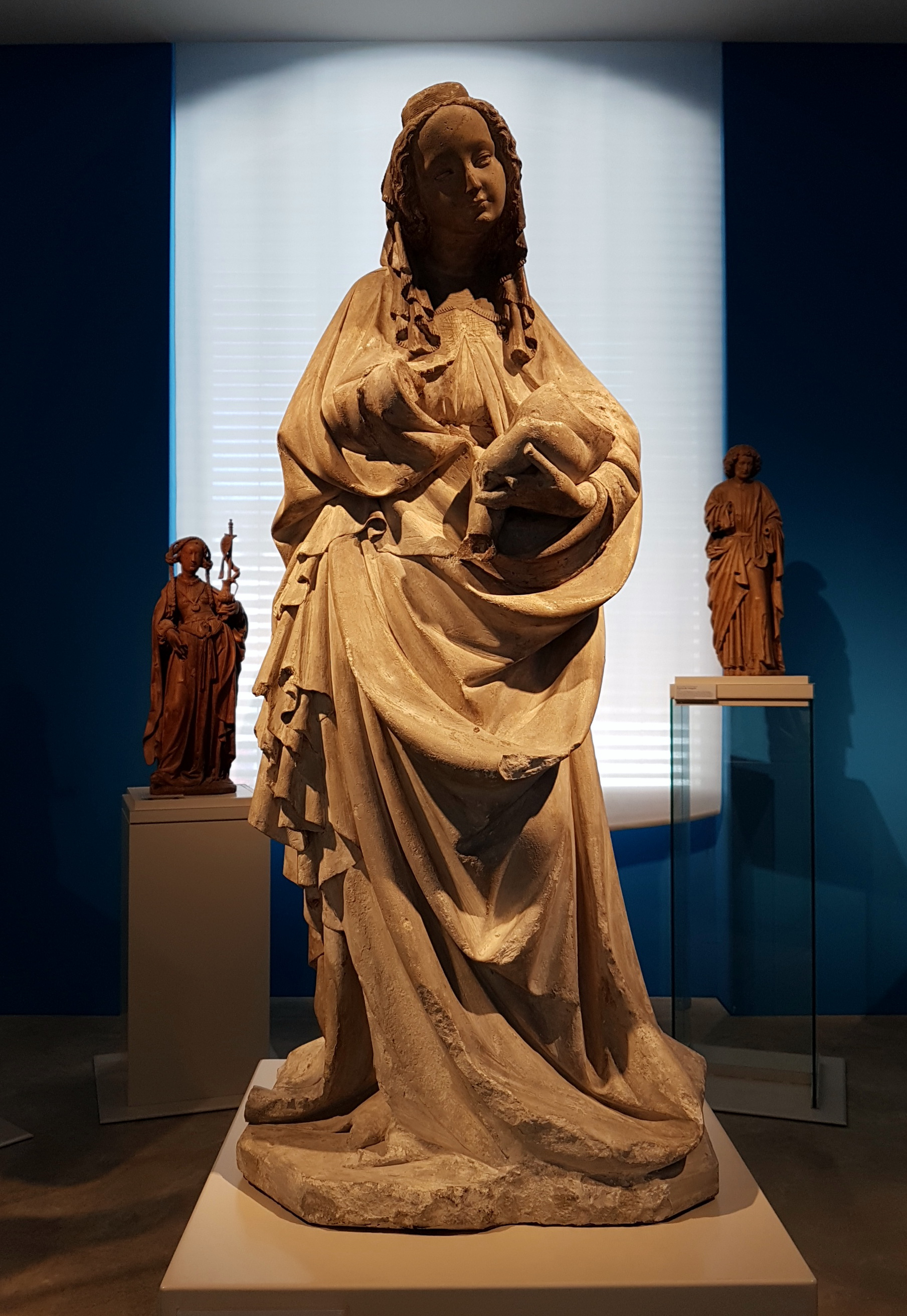
Schöne Madonna, Silezisch, ca. 1400
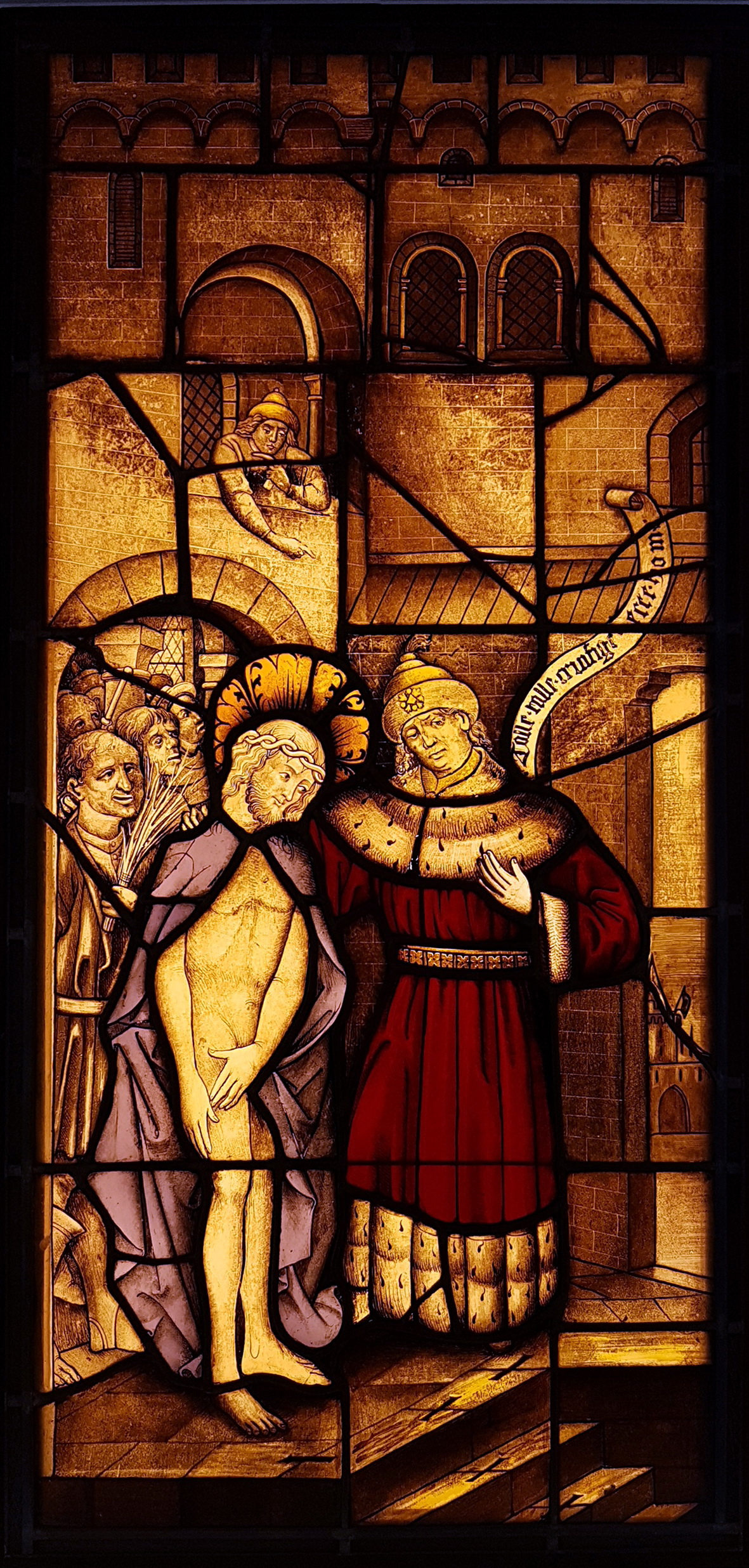
Gotische glasschilderkunst, ca. 1470
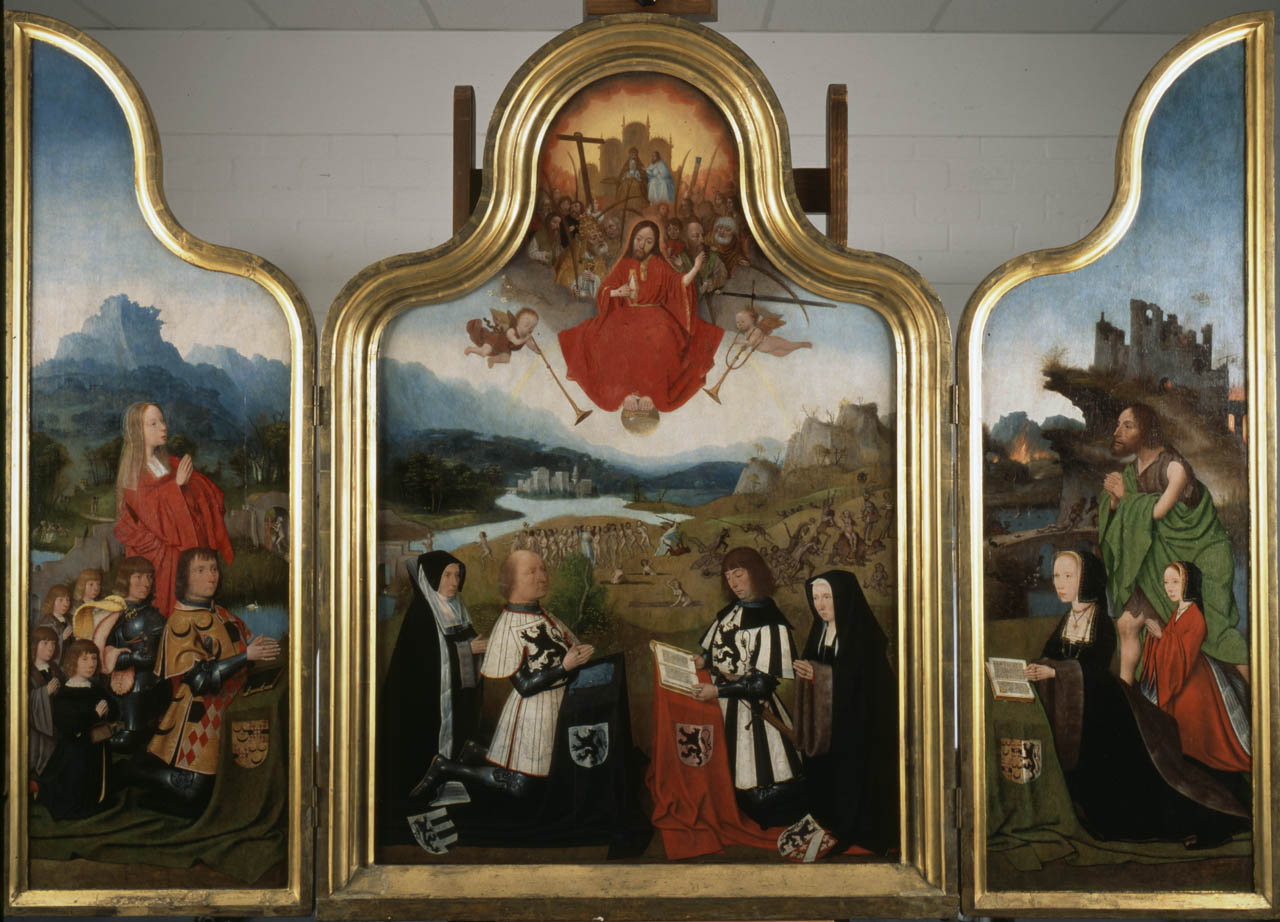
Laatste Oordeel, Jan Mostaert, ca. 1510

### Na 1500
Uit de periode van renaissance en barok dateert een uitgebreide collectie schilderijen, beelden en enkele meubelstukken.

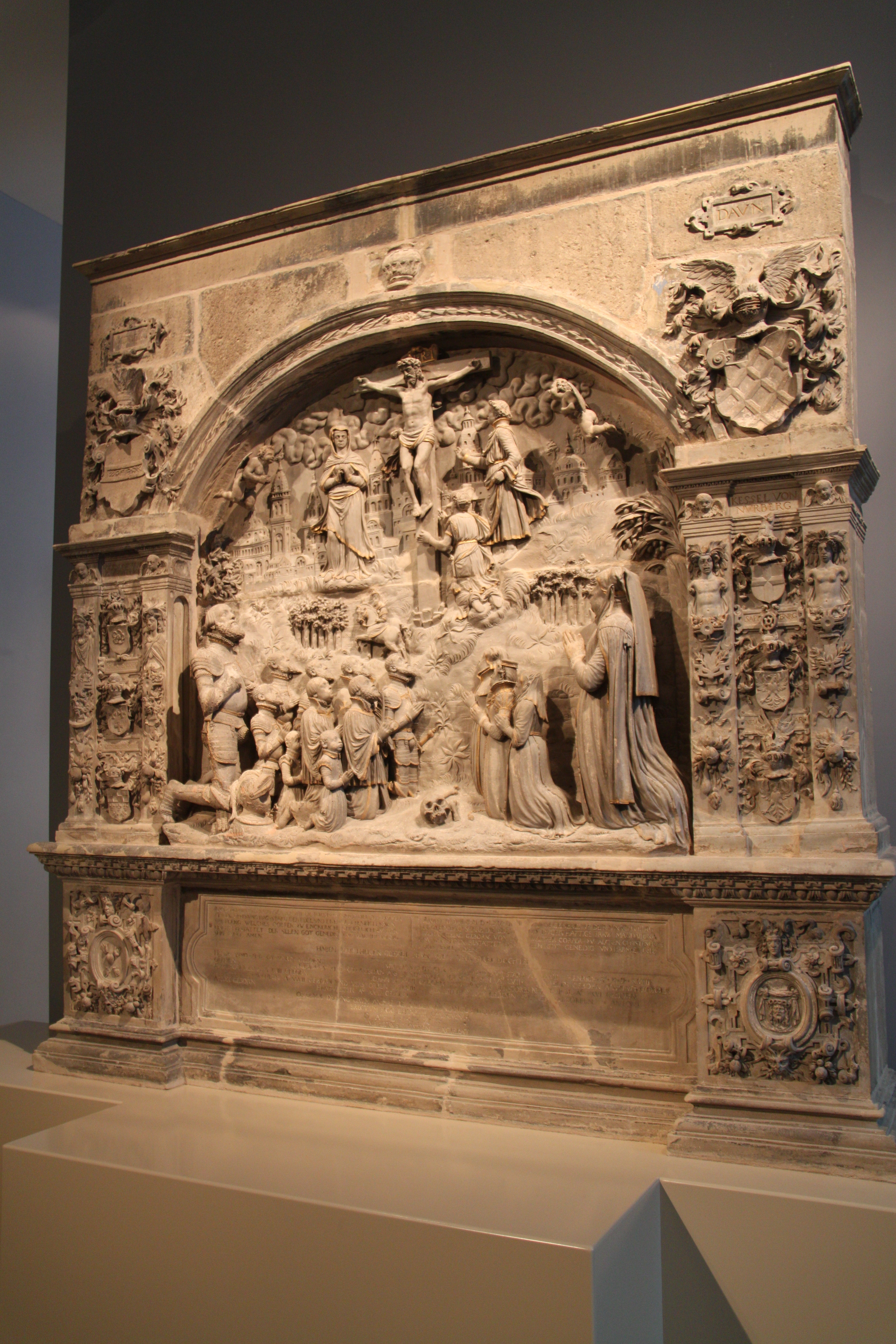
Renaissance grafmonument, 16e eeuw
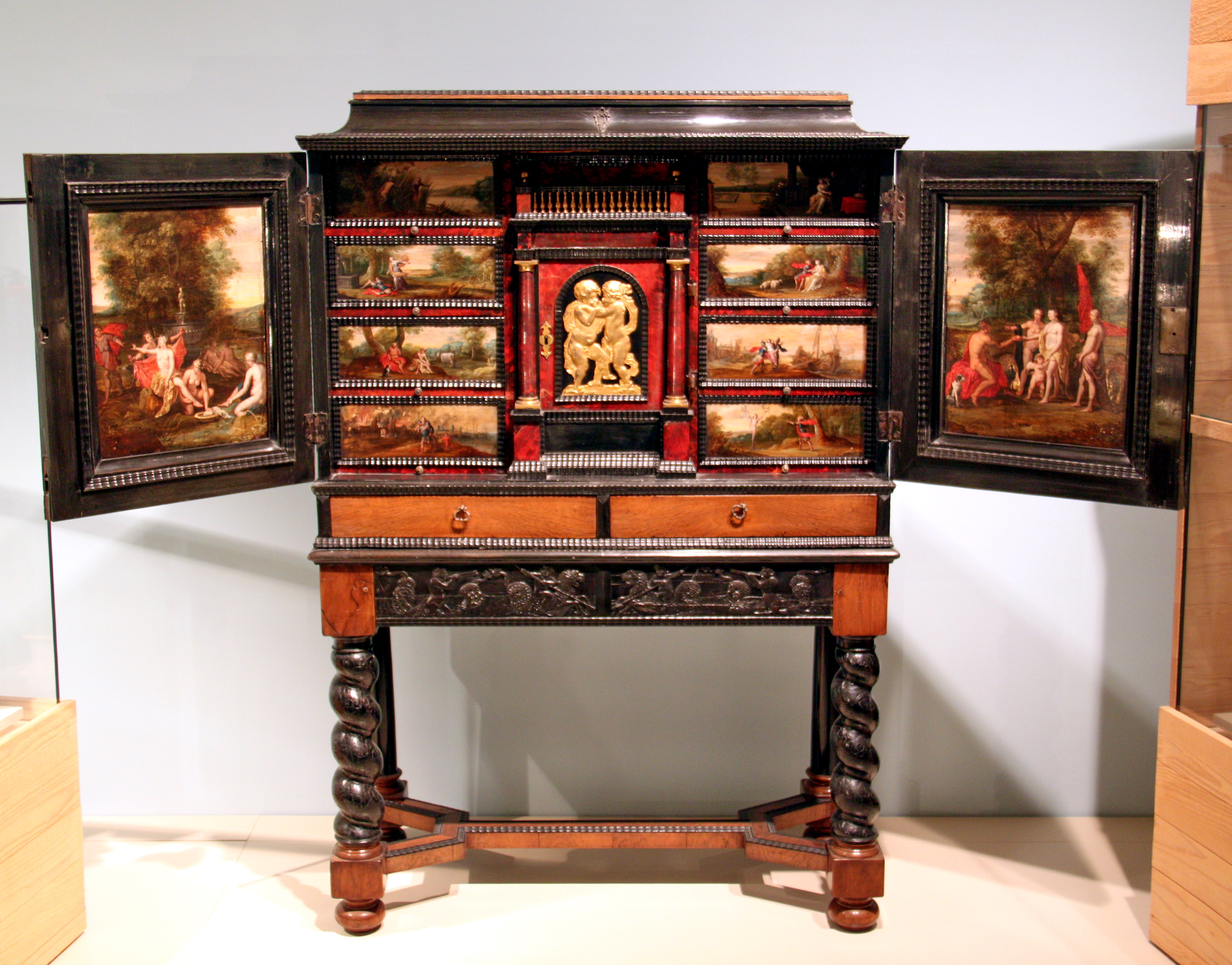
Beschilderd ladekastje, 16e/17e eeuw
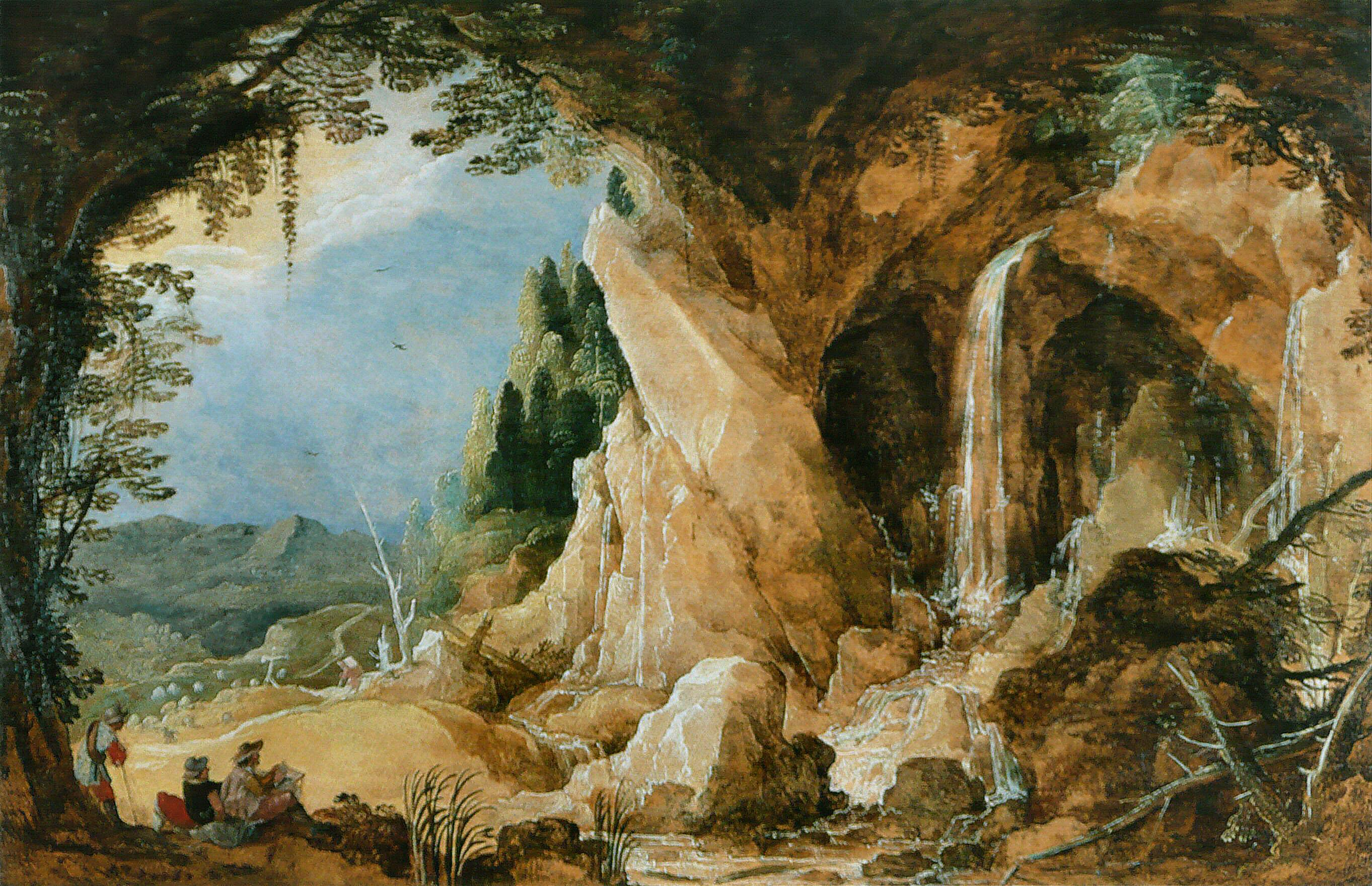
Landschap met grot, Joos de Momper, ca. 1600
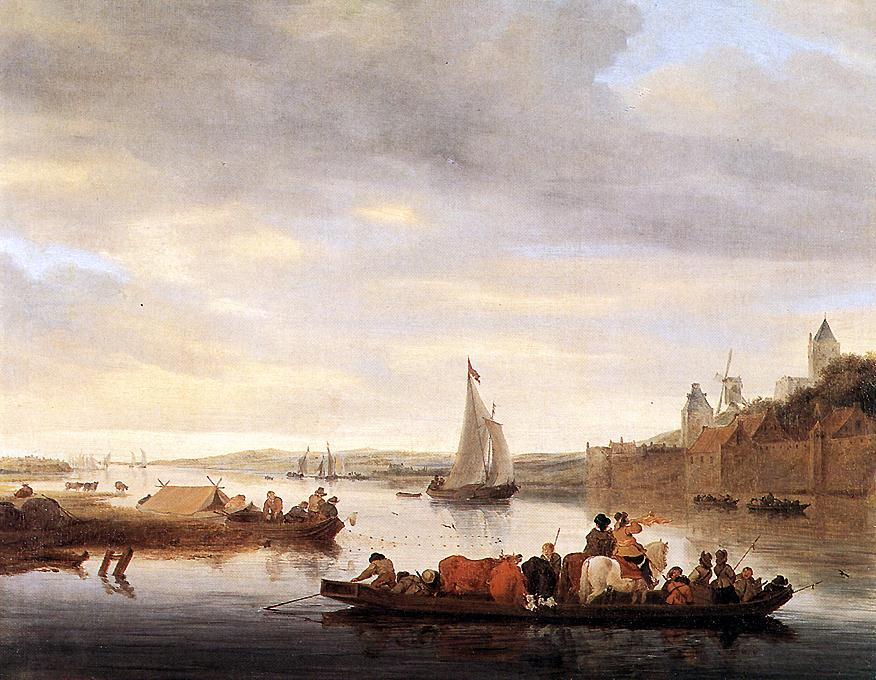
Waal bij Nijmegen, Salomon van Ruysdael, 1647

### Moderne sculpturen
De volgende beeldhouwwerken vormen onderdeel van de buitencollectie:
- Emy Roeder met Tripoli III/Große sitzende Tripolotanerin (1963)
- Norbert Kricke met Kräftebündel (1967)
- Ulrich Rückriem met Anröchter Dolomit - Stein des 10. Oktobers 1981 (1981)
- Heinz-Günter Prager met Achse mit drei Scheiben (1986)
- Reinhard G. Puch met Äon (1999)
- Ansgar Nierhoff met Rotation (2000)
- Klaus Simon met Im Gesteins - unter N.N. (2001)
- Günter Ferdinand Ris met Ohne Titel - Objekt 2/01 (2001)
- Dieter Patt met Der Neandertaler und Beuys (2003)

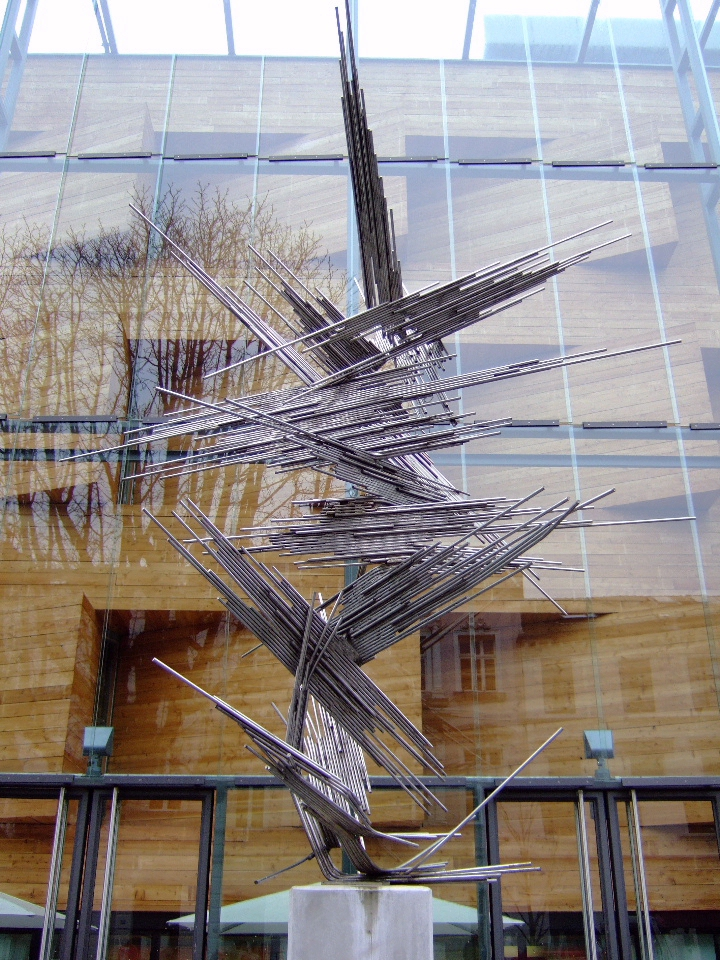
Kräftebündel (1967)
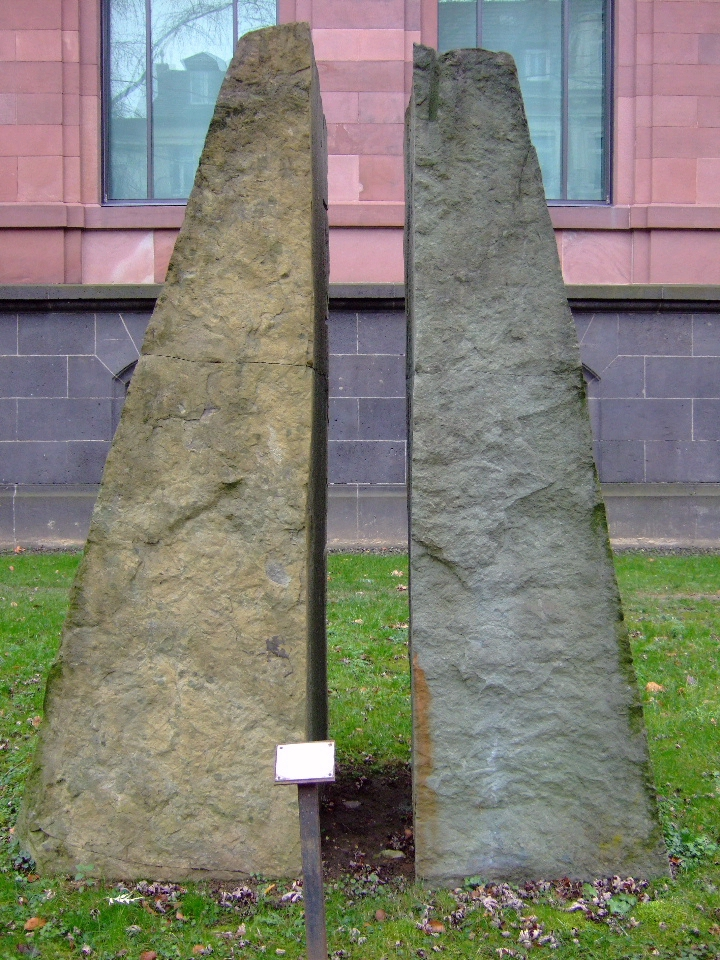
Anröchter Dolomit (1981)
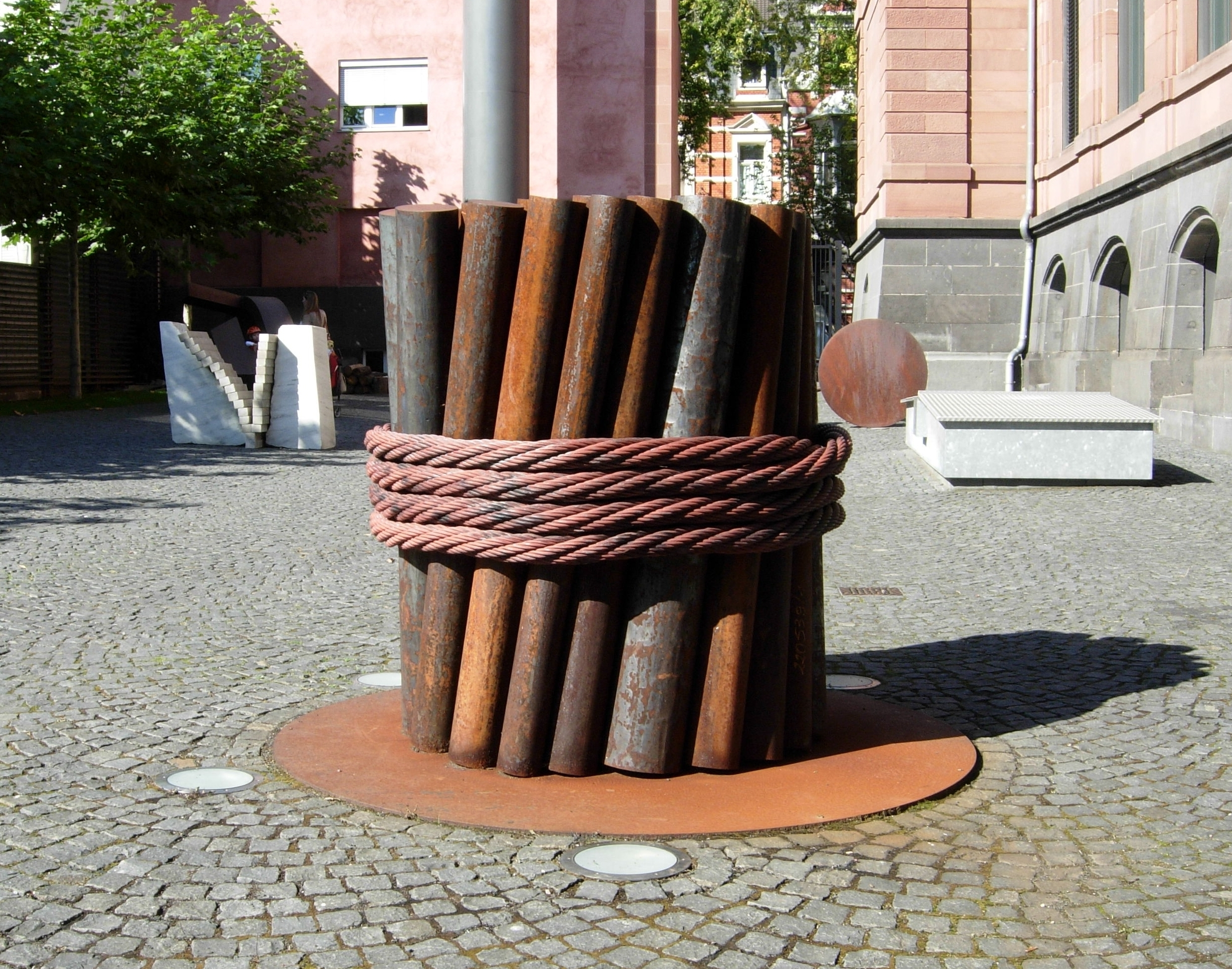
Rotation (2000)
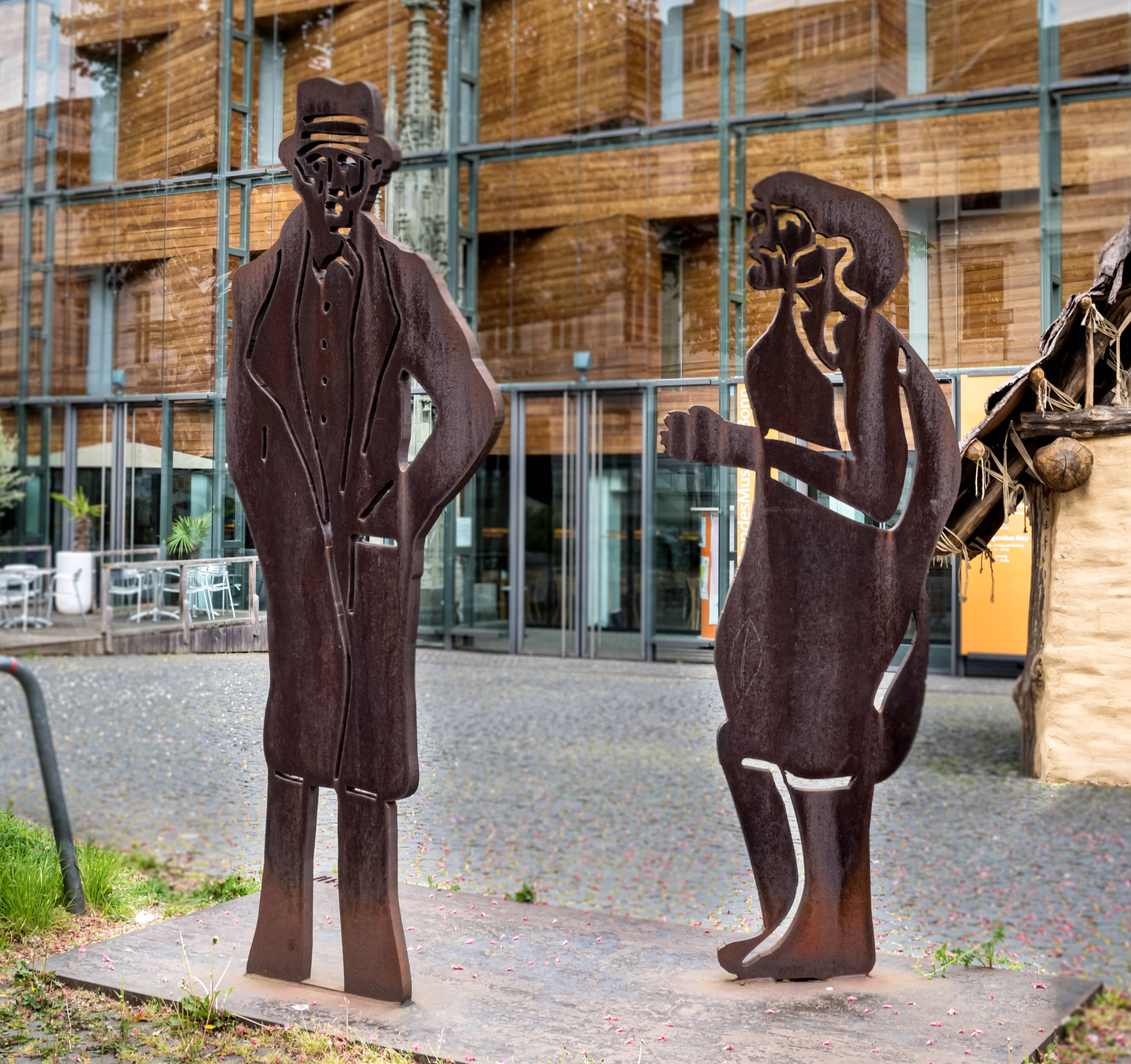
Der Neandertaler und Beuys (2003)